# نیروی دریایی روسیه

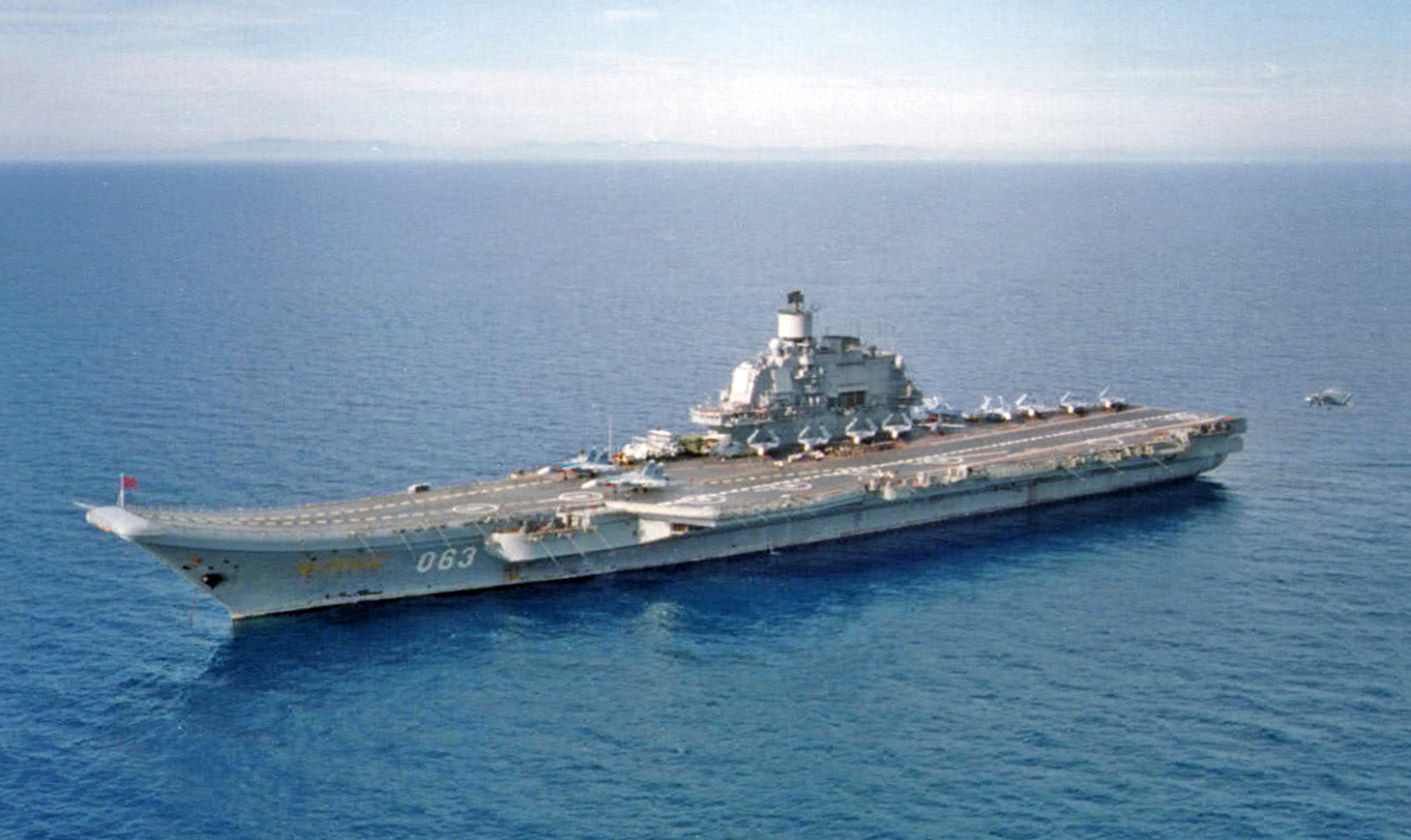
ناو هواپیمابر آدمیرال کوزنتسوف

نیروی دریایی روسیه (به روسی: Военно-морскод флот [ВМФ])؛ (به لاتین: Voyenno-morskoi flot [VMF]).به معنای ناوگان دریایی نظامی روشن) بازوی دریایی نیروهای مسلح روسیه است که از سال ۱۶۹۶ به اشکال مختلفی وجود داشته‌است و در ژانویه ۱۹۹۲ زمانی که جانشین نیروی دریایی کشورهای مستقل مشترک المنافع شد (که خود درپی انحلال اتحاد جماهیر شوروی در اواخر دسامبر ۱۹۹۱ جانشین نیروی دریایی شوروی شده بود) شکل گرفت.
اولین بازه زمانی نیروی دریایی روسیه توسط پیتر یکم در اکتبر ۱۶۹۶ تأسیس شد. این جمله اغلب نقل شده به او نسبت داده شده است: "حاکمی که فقط ارتش دارد یک دست دارد، اما کسی که نیروی دریایی دارد هر دو را دارد. نمادهای نیروی دریایی روسیه، نشان سنت اندرو (که به سمت راست نگاه می‌کند)، و بیشتر نمادهای آن شخصاً توسط پیتر یکم ایجاد شد. نیروی دریایی روسیه اکثریت قریب به اتفاق نیروهای دریایی شوروی سابق را در اختیار دارد، و در حال حاضر شامل ناوگان شمالی، ناوگان اقیانوس آرام، ناوگان دریای سیاه، ناوگان بالتیک، ناوگان خزر، اسکادران عملیاتی ۵ در خاورمیانه، هوانوردی دریایی، و سربازان ساحلی (متشکل از پیاده‌نظام دریایی و نیروهای موشکی و توپخانه ساحلی) است. نیروی دریایی روسیه با فروپاشی اتحاد جماهیر شوروی به دلیل نگهداری ناکافی، کمبود بودجه و اثرات متعاقب آن بر آموزش پرسنل و جایگزینی به موقع تجهیزات، به شدت آسیب دید.  شکست دیگر به صنعت کشتی سازی داخلی روسیه نسبت داده شد که به دلیل نبود سخت افزار و فناوری معاصر رو به زوال بود.  برخی از تحلیلگران حتی استدلال کردند که به همین دلیل، توانایی های دریایی روسیه با "فروپاشی غیرقابل برگشت" آهسته اما قطعی روبرو شد. در سال ۲۰۱۳ افزایش قیمت گاز و نفت در نتیجه به دلیل افزایش بودجه‌های موجود، نوعی رنسانس نیروی دریایی روسیه را فعال کرده‌است که ممکن است به روسیه اجازه داده باشد «توسعه ظرفیت مدرن سازی» را آغاز کند. در اوت ۲۰۱۴، سرگئی شویگو وزیر دفاع گفت که توانایی‌های دریایی روسیه ظرف شش سال آینده در واکنش به استقرار ناتو در اروپای شرقی و تحولات اخیر در اوکراین با سلاح‌ها و تجهیزات جدید تقویت خواهد شد. تناژ کل برای نیروی دریایی روسیه تا سال ۲۰۱۹، ۱٬۲۱۶٬۵۴۷ تن است.

#### ریشه
ریشه‌های نیروی دریایی روسیه را می‌توان به دوره بین قرن ۴ تا ۶ ردیابی کرد. اولین ناوگان اسلاوی شامل کشتی‌های قایقرانی کوچک و قایق‌های ردیفی بود که دریانوردی شده بودند و قادر به پیمایش در بستر رودخانه‌ها بودند. در طول قرن ۹ تا ۱۲، فلوتیلا در روس کیفان متشکل از صدها کشتی با یک، دو یا سه دکل وجود داشت. کشتی‌های ریورین در قرن نهم کیفان روس از مسیرهای تجاری به قسطنطنیه محافظت می‌کردند شناخته شده‌است که شهروندان نوگورود در دریای بالتیک لشکرکشی کرده‌اند (مثلاً محاصره سیگتونا در سال ۱۱۸۷) - اگرچه منابع معاصر اسکاندیناوی بیان می‌کنند که ناوگان از کارلیا یا استونی بود. لادیا (ладья به زبان روسی یا قایق دریایی) یک قایق معمولی بود که توسط ارتش نووگورود استفاده می‌شد (طول ۳۰ متر با عرض پنج تا شش متر و دو یا سه دکل با تسلیحات قوچ‌های کوبنده و منجنیق مکمل. ۵۰ تا ۶۰ مرد). همچنین قایق‌های بادبانی و قایق‌های پارویی کوچک‌تری وجود داشتند، مانند اوشکویس (اوشکوی) برای قایقرانی در رودخانه‌ها، دریاچه‌ها و اسکری‌ها، کوچیس (ترمزها) و نوسادها (نوسادها) که برای حمل و نقل بار استفاده می‌شدند در طول قرن‌های ۱۶ و ۱۷، کوساک‌ها با استفاده از قایق‌های بادبان و قایق‌های ردیفی، کمپین‌های نظامی علیه خانات کریمه و امپراتوری عثمانی انجام می‌دهند. کوساک‌های دن آن‌ها را استروژ (струб) می نامیند. این قایق‌ها قادر به حمل و نقل تا ۸۰ مرد بودند. فلوتیلاهای کوساک ۸۰ تا ۱۰۰ قایق بودند. دولت متمرکز روسیه از قرن ۱۷ برای دسترسی خود به دریای بالتیک، دریای سیاه و دریای آزوف می‌جنگید. تا پایان آن قرن، روس‌ها تجربه ارزشمندی را در استفاده از قایق‌های رودخانه ای همراه با نیروهای زمینی انباشته بودند در زمان تزار میخائیل فئودوروویچ، ساخت اولین کشتی سه ماست که به‌طور کامل در داخل روسیه ساخته شد، در سال ۱۶۳۶ به پایان رسید. او در بالاخونا توسط کشتی سازان دانمارکی از هولشتاین با طراحی اروپایی ساخته شد. در سال‌های ۶۹–۱۶۶۷ روس‌ها به منظور دفاع از مسیرهای تجاری در امتداد رودخانه ولگا که منتهی به دریای خزر شد، سعی در ساخت کشتی‌های دریایی در روستایی از دیدنوو در سواحل رودخانه اوکا کردند. آن‌ها در سال ۱۶۶۸ یک کشتی ۲۶ تفنگی به نام اورئول (Орёл یا عقاب)، قایق بادبانی، قایقی با دکل و بوسپریت و چند قایق ردیفی ساختند در طول بخش عمده‌ای از بازرگانان و کوساک‌های روسی قرن هفدهم با استفاده از قایق‌های کخ، در سراسر دریای سفید بادبان کشیده، رودخانه‌های لنا، کلیما و ایندیگرکا را کاوش و شهرک‌هایی را در منطقه آمور فوقانی تأسیس می‌کردند. بدون شک تقدیر شده‌ترین کاشف روسی سمیون دژنف بود که در سال ۱۶۴۸ تمام طول روسیه کنونی را در امتداد ساحل قطب شمال پیمود. دژنف که شبه جزیره چوکوتسک را دور زده و از دریای برینگ عبور کرد و به اقیانوس آرام رفت.

#### نیروی دریایی امپراتوری روسیه

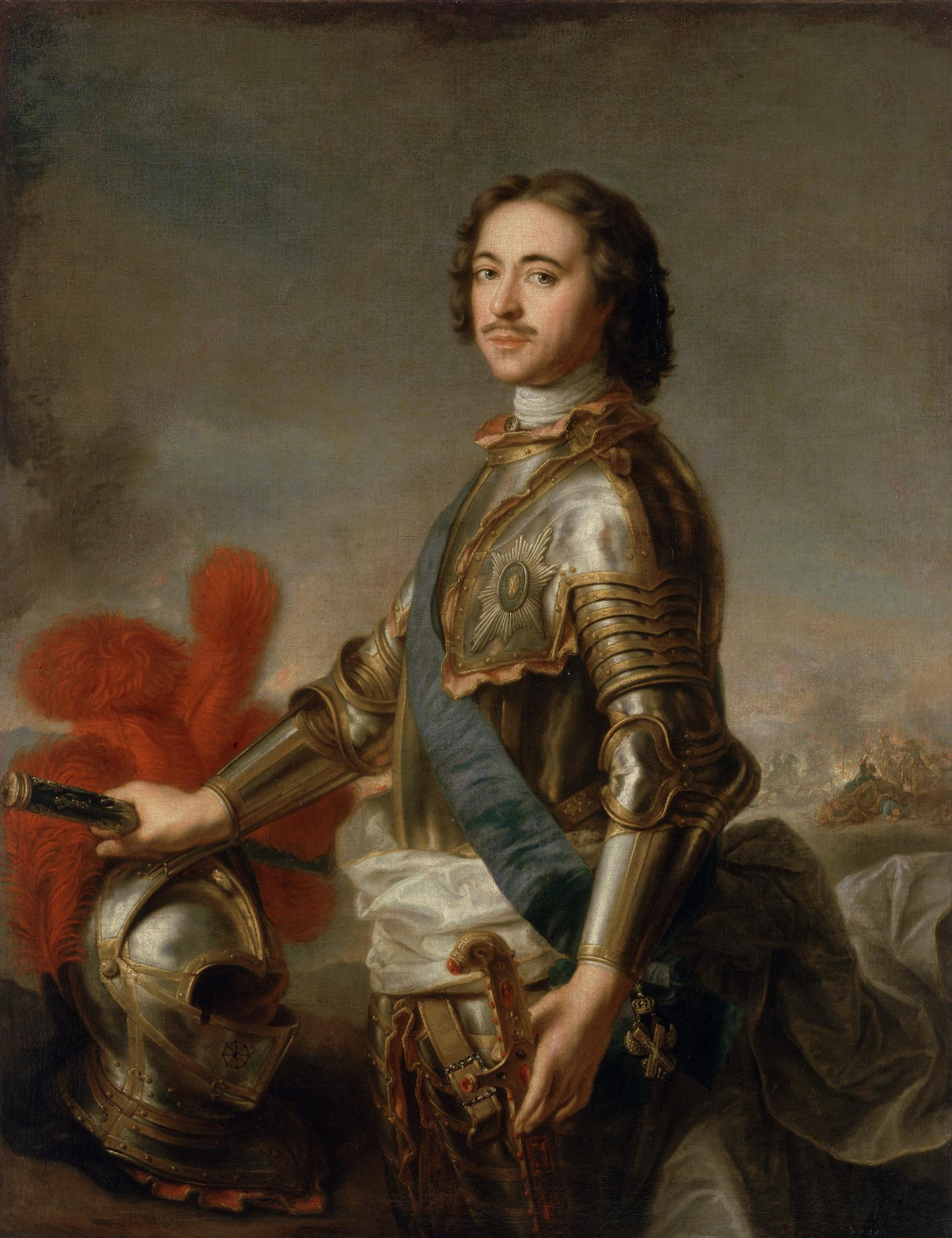
پتر یکم

نیروی دریایی مدرن روسیه به ابتکار پتر کبیر ایجاد شد. در جریان لشکرکشی دوم آزوف در سال ۱۶۹۶ علیه امپراتوری عثمانی، روس‌ها برای اولین بار از ۲ کشتی جنگی، ۴ کشتی آتش‌نشانی، ۲۳ گالی و ۱۳۰۰ کشتی بر روی رودخانه ورونژ استفاده کردند. پس از تصرف قلعه آزوف، به درخواست پتر یکم، بویار دوما، با درک اهمیت حیاتی نیروی دریایی برای جنگ موفقیت‌آمیز، در ۲۰ اکتبر ۱۶۹۶ فرمانی مبنی بر آغاز ساخت یک نیروی دریایی عادی تصویب کرد پتر در اوایل سلطنت خود، توری به اروپای غربی، انگلستان و هلند داشت. در هلند، او با کار ریاضیدانان هانس گودا، دیرک ریون و هانس ایسبرانتسن هوگزات آشنا شد که شور و شوق او را برای ارزش ریاضیات برانگیخت. یکی از نتایج مهم این تور، استخدام تعداد زیادی از متخصصان خارجی با تخصص‌های مختلف از جمله ریاضیدانان بود. در میان کسانی که استخدام شدند هنری (یا هری) فارکهارسون بود که در روسیه آندری دانیلوویچ (دانیلوف) فرخوارسون یا فاروارسون (۱۶۷۵–۱۷۳۹) نامیده می‌شد، که ریاضیات و نجوم را در دانشگاه آبردین تدریس می‌کرد و توسط هالی جیکوب بروس (۱۶۷۰-۱۷۳۵) توصیه می‌شد.، در حالی که جان کولسون برای تدریس ریاضیات استخدام شد وظیفه فارکوهارسون در روسیه ایجاد و اداره مدرسه ریاضیات و ناوبری بود. تحت هدایت فارکوهارسون بود که او و تزار پتر برنامه درسی ریاضیات مدرسه جدید را نوشتند. او توسط استیون گوئین (۱۶۸۴–۱۷۲۰) و ریچارد گریس (۱۶۸۲-۱۷۰۹)، که فارغ التحصیلان مدرسه ریاضی سلطنتی انگلستان بودند، همراهی می‌کردند. برای استفاده در ناوگان آزوف - گوتو پردستینتسیا (مشیت خدا) با ۵۸ تفنگ، استاری اورل ۸۰ تفنگی (عقاب پیر) و ۷۰ تفنگ Staryy Dub (بلوط پیر) بودند در طول جنگ بزرگ شمالی ۱۷۰۰–۱۷۲۱ روس‌ها، ناوگان بالتیک و شهر سن پترزبورگ را ساختند. در سال ۱۷۰۳–۱۷۲۳ پایگاه اصلی ناوگان بالتیک در سن پترزبورگ و سپس در کرونشتات قرار داشت. پایگاه‌های دیگر بعدها در ویبورگ، هلسینکی، ریول (در حال حاضر تالین) و آلبو تأسیس شدند. در ابتدا میخائیل ولادیمیرسکی پریکاز مسئول کشتی سازی بود. بعدها این توابع به دریاسالاری روسیه منتقل شدند. اصول اساسی نیروی دریایی روسیه، روش‌های آموزشی و آموزشی آن و همچنین روش‌هایی برای انجام اقدام نظامی همگی در مقررات نیروی دریایی (۱۷۲۰) خلاصه شده بودند که توسط پتر بزرگ، فیودر آپراکسین، الکسی سناوین، نوم سنیاوین و میخائیل گلیتسین نوشته شده‌است، عموماً اعتبار توسعه هنر جنگ دریایی روسیه را دارند. اصول اصلی جنگ دریایی بیشتر توسط گریگوری اسپیریدوف، فئودور اوشاکوف و دمیتری سناوین توسعه یافت. جنگ‌های اول و دوم روسیه-عثمانی کاترین کبیر منجر به تأسیس ناوگان دریای سیاه شد که پایگاه‌های آن در سواستوپول (۱۷۸۳) و خِرسون بود. در آن زمان بود که کشتی‌های جنگی روسیه به‌طور منظم شروع به سرمایه‌گذاری به دریای مدیترانه کردند. در سال ۱۷۷۰ اسکادران گریگوری اسپیریدوف با نابودی ناوگان ترکیه در نبرد چزما در دریای اژه برتری یافت. روس‌ها پس از پیشروی به دانوب، فلوتیلا نظامی دانوب را به منظور نگهبانی از مهد دانوب از هجوم ترک‌ها تشکیل دادند و آن‌ها در سال ۱۷۷۱ به عنوان مهمان به دوبرونیک در جمهوری راگوسا آمدند. خاویار بلگا از دانوب مشهور بود و بازرگانان جمهوری راگوسا بر کسب و کار واردات صادرات صربستان با سلطنت هابسبورگ مسلط بودند. نیروی دریایی روسیه در سال ۱۷۸۰ دو کشتی باری بریتانیایی را تصرف کرد، محموله آن‌ها کنف و آهن بود. زمانی که بریتانیا به استقلال ایالات متحده اذعان می‌کند، جمهوری راگوسا در سال ۱۷۸۳ با کمک آمریکا به یکی از ناوگان‌های برتر تجاری دریای مدیترانه تبدیل شد، اگرچه آمریکایی‌ها موافقت کردند که اجازه عبور آزاد کشتی‌های دوبرونیک در بنادر خود را دهند فیودور اوشاکوف در جریان سفر اکتشافی مدیترانه‌ای سال ۱۷۹۹ به جمهوری هفت جزیره یونان را کنده کاری کرد و برای پاکسازی از کورفوی فرانسه و تمام جزایر ایونی پیش رفت. پس از آن اسکادران او پایگاه‌های فرانسه در ایتالیا به ویژه جنوا و آنکونا را مسدود کرد و با موفقیت به ناپل و رم حمله کرد. اوشاکوف که در قرن بیست و یکم قدیس حامی نیروی دریایی روسیه اعلام کرد، موفق به فرماندهی دمیتری سناوین شد که کنترل روسیه بر جنوب دریای آدریاتیک را دوباره اعمال و تجارت دریایی دوبرونیک را مختل کرد و ناوگان عثمانی را در نبرد آتوس (۱۸۰۷) نابود کرد. بین سال‌های ۱۸۰۳ تا ۱۸۵۵ ملوانان روسی بیش از ۴۰ دور و سفرهای دور دست به کار شدند که نقش مهمی در اکتشاف شرق دور داشت و در کشف فابیان فابین گوتلیب فن بلینگسهاوزن از قطب جنوب به اوج خود رسید. با توجه به این پیروزی‌ها، کندی توسعه فنی و اقتصادی روسیه در نیمه اول قرن نوزدهم باعث شد که او در زمینه ساخت قایق بخار از دیگر قدرت‌های جهان عقب بیفتد. در سال ۱۸۲۶ بود که روس‌ها اولین قایق بخار مسلح خود ایزورا را ساختند. در آغاز جنگ کریمه در سال ۱۸۵۳ کشتی‌های بخار کم بودند و کشتی‌های قایقرانی به شدت بر آن برتری داشت. نبرد سینوپ که توسط پاول ناخیموف به دست آمده‌است، در تاریخ به عنوان آخرین نبرد دریایی قابل توجه شامل کشتی‌های قایقرانی یاد می‌شود. در جریان محاصره سواستوپول در سال‌های ۱۸۵۴–۱۸۵۵، ملوانان روسی نمونه‌ای از استفاده از تمام وسایل ممکن برای دفاع از پایگاه خود از خشکی و دریا تعیین کردند. اگرچه روس‌ها معدن دریایی مدرن را در بالتیک معرفی کردند و محاصره پتروپاولوفسک-کامچاتسکی در اقیانوس آرام را دفع کردند، اما سواستوپول سرانجام با شرایط شرافتمندانه تسلیم شد اما تنها پس از غرق شدن روس‌ها کشتی‌های خود برای جلوگیری از استفاده خارج از بندرگاه. بر اساس پیمان پاریس، روسیه حق خود را برای در دست داشت ناوگان نظامی در دریای سیاه از دست داد. به عنوان یک نتیجه، ناوگان قایقرانی روسیه اهمیت خود را از دست داد و به سرعت با قایق‌های بخار جایگزین شد، از جمله اولین کشتی مسلح زرهی فولادی Opyt و یکی از اولین آهن یدریانوردی پیتر ولیکی. در ۱۶ ژانویه ۱۸۷۷ دریاسالار استپان ماکاروف اولین باری شد که اژدرها را از یک قایق در مبارزه پرتاب کرد. او همچنین این ایده را پیشنهاد کرد و بر ساخت اولین یخ‌شکن اقیانوس شکن جهان یرمک نظارت داشت و فرماندهی آن را در دو سفر اکتشافی قطب شمال در سال‌های ۱۸۹۹ و ۱۹۰۱ بر دست داشت. در حدود همان زمان الکسی کریلوف نظریه سیل پذیری مدرن را تشریح کرد. نیروی دریایی روسیه در آستانه جنگ روسو و ژاپن سومین نیروی دریایی قوی جهان محسوب می‌شد که به‌طور کلی و نیروی دریایی روسیه به‌طور خاص فاجعه ای برای ارتش روسیه تبدیل شد. اگرچه هیچ‌یک از دو حزب فاقد شجاعت نبودند، اما روس‌ها در نبرد پورت آرتور از ژاپنی‌ها شکست خوردند که این اولین بار در جنگ بود که از معادن برای مقاصد تهاجمی استفاده می‌شد. کشتی‌های جنگی ناوگان بالتیک که به شرق دور فرستاده شده بودند در نبرد تسونشیما از دست رفت. کمی بعد از جنگ روسیه بخش قابل توجهی از هزینه‌های نظامی خود را به یک برنامه بلندپروازانه کشتی سازی با هدف جایگزینی کشتی‌های جنگی از دست رفته با دریدنوت مدرن اختصاص داد. در طول جنگ جهانی اول، ناوگان‌ها به دلیل استخراج شدید دفاعی و تهاجمی از دو طرف، نقش محدودی در جبهه شرق ایفا کردند. از نظر مشخصه ناوگان دریای سیاه موفق به مسدودی بسفر شد و به این ترتیب مانع ورود ناوگان عثمانی به دریای سیاه شد. پس از انقلاب روسیه را مجبور به ترک جنگ کرد، ناوگان بالتیک در جریان کروز یخ ناوگان بالتیک از هلسینکی و تالین به کرونشتات تخلیه شد و بسیاری از کشتی‌های ناوگان دریای سیاه آخرین پناهگاه خود را به بیزرته پیدا کردند.

#### نیروی دریایی شوروی

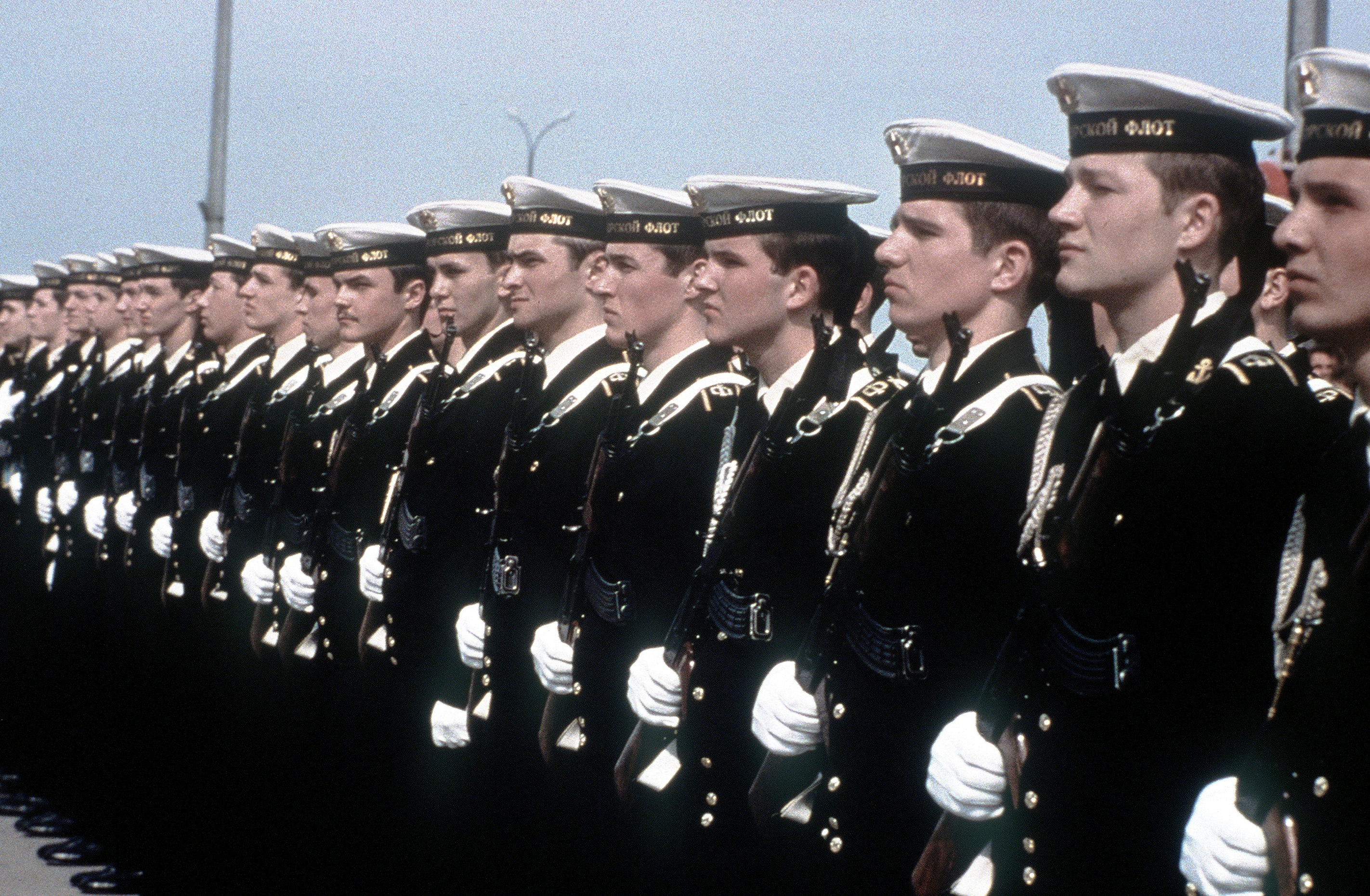
ملوانان نیروی دریایی شوروی، در حدود ۱۹۸۲.

در اکثر موارد ملوانان روسی از انقلاب ۱۹۱۷ روسیه استقبال کردند که در آن شرکت کردند. پیش از این در سال ۱۹۰۵ ملوانان کشتی جنگی پوتمکین در نیروی دریایی دریای سیاه شورش کردند. در سال ۱۹۰۶ سربازان سرکش در جریان رویدادهایی معروف به شورش ویاپوری که متعاقباً به زمین گذاشته شد، در پی بمباران کشتی‌های ناوگان بالتیک که به دولت تزار وفادار ماندند، کنترل برخی استحکامات ساحلی هلسینکی را به دست گرفتند. اولین کشتی نیروی دریایی شوروی را می‌توان رزمناو سرکش آوریورا در نظر گرفت که شلیک خالی اش از تفنگ پیش‌بینی شده اش بر اساس روایت‌های شوروی نشانه انقلاب اکتبر بود. در مارس ۱۹۲۱ ملوانان کرونشتات علیه بلشویک‌ها شورش کردند و خواستار آزادی بیان و بستن اردوگاه‌های کار اجباری شدند، اما این شورش ملحوظ بی رحمانه توسط لئون تروتسکی سرکوب شد. پس از انقلاب، مرمت نیروی دریایی کند بود و تنها با آغاز صنعتی شدن در سال ۱۹۳۰ یک برنامه بزرگ کشتی سازی توسعه یافت، اما قبل از آغاز جنگ بزرگ میهن پرانی، بخش اتحاد جماهیر شوروی از جنگ جهانی دوم به انجام نمی‌رسید. در نتیجه نیروی دریایی شوروی در طول جنگ جهانی دوم شامل برخی کشتی‌های قدیمی دوران جنگ جهانی اول، برخی رزمناوها و ناوشکن‌های مدرن پیش از جنگ و تعدادی قایق اژدر ساختند. متاسفانه بخش عمده ای از ناوگان شوروی در دریای بالتیک در لنینگراد و کرونشتات توسط میادین مین فنلاندی و آلمانی در طول سال‌های ۱۹۴۱–۱۹۴۴ مسدود شد و با مین‌ها و حملات هوایی زخمی شد، با این وجود مرتب‌سازی‌های متعددی با قایق‌های حمله ای و اقدامات زیردریایی‌ها انجام شد. در دریای سیاه با از دست دادن پایگاه اصلی دریایی—سواستوپول، و اقدامات مؤثر هوانوردی محور و همچنین میدان‌های مین اثربخشی کشتی‌های سطحی بزرگ محدود شد. ناوگان شمالی که بیشتر از ناوشکن‌ها (جنگ جهانی اول نویک کلاس و کشتی‌های طراحی مدرن تر ۷ و ۷U) تشکیل شده بود، در دفاع ضدهوایی و ضد زیردریایی کاروان‌های متفقین که به مورمانسک می‌روند نقش داشت. در طول جنگ سرد، روس‌ها به نیروی دریایی خود تعدادی مأموریت دادند، علاوه بر نقش آن به عنوان یکی از پاهای سه‌گانه هسته ای، قرار بود نیروی دریایی اس اس بی اس‌های آمریکایی و گروه‌های حامل، خطوط ارتباطی ناتو را به هم پیوسته نابود کند و به نیروهای زمینی در حمله‌های تئاتر قاره ای کمک کند. آنها سریع به تجهیز ناوگان سطحی خود را با موشک از انواع مختلف. در واقع به مشخصه ای از طراحی شوروی تبدیل شد تا موشک‌های بزرگ ضد کشتی را بر روی قایق‌های موشکی نسبتاً کوچک و سریع قرار دهد. نیروی دریایی شوروی همچنین دارای چندین رزمناو موشک هدایت شونده بسیار بزرگ با قدرت شلیک بزرگ مانند رزمناوهای کلاس کیروف و رزمناوهای کلاس اسلاوا بود. در دهه ۱۹۸۰ نیروی دریایی شوروی اولین ناو هواپیمابر واقعی خود به نام تفلیس (که متعاقباً به ناوگان دریاسالار کوزنتسوف اتحاد جماهیر شوروی تغییر نام داد) را به دست آورد. از برخی جهات از جمله سرعت و فناوری رآکتور، بعدها زیردریایی‌های شوروی بودند و باقی می‌مانند که برخی از بهترین‌های جهان هستند. کاستی‌های اولیه آن‌ها میمیرش سر و صدا کافی نبود (قایق‌های آمریکایی آرام‌تر بودند) و فناوری سونار روس‌ها دارای زیردریایی‌های موشکی هدایت شونده هدف متعددی مانند زیردریایی کلاس اسکار و همچنین بسیاری از زیردریایی‌های موشک‌های بالستیک مانند زیردریایی‌های کلاس دلتا و زیردریایی‌های حمله مانند زیردریایی کلاس ویکتور و آکولا بودند. قایق‌های موشک‌های بالستیک کلاس گردباد نیروی دریایی شوروی بزرگترین زیردریایی‌های جهان هستند. نیروی زیردریایی حمله شوروی نیز مانند بقیه نیروی دریایی به سمت رهگیری و تخریب رو به جلو نیروهای دریایی آمریکا/ناتو به ویژه گروه‌های نبرد ناو هواپیمابر آمریکایی بشود.

#### نیروی دریایی فدراسیون روسیه

استاندارد فرمانده کل نیروی دریایی روسیه

انحلال سال ۱۹۹۱ اتحاد جماهیر شوروی منجر به کاهش شدید نیروی دریایی روسیه شد. هزینه‌های دفاعی به شدت کاهش یافت. بسیاری از کشتی‌ها به عنوان کشتی‌های اقامتی در پایگاه‌های دریایی خراشیده یا گذاشته شدند و برنامه ساختمان اساساً متوقف شد. ساخت سرگی گورشکوف در دوره شوروی بر کشتی‌ها بر تأسیسات پشتیبانی تأکید کرده بود، اما گورشکوف کشتی‌ها را نیز فراتر از طول عمر مؤثر خود در خدمت حفظ کرده بود، بنابراین کاهش در هر رویدادی اجتناب ناپذیر بوده‌است. این وضعیت توسط طیف غیر عملی از انواع کشتی که مجموعه نظامی - صنعتی شوروی، با حمایت از رهبری، مجبور به نیروی دریایی تشدید شد -- با در نظر گرفتن اصلاحات، نیروی دریایی شوروی در اواسط دهه ۱۹۸۰ تا به حال نزدیک به ۲۵۰ کلاس‌های مختلف کشتی. هواپیمای کلاس کیف حامل رزمناوها و بسیاری کشتی‌های دیگر پیش از موعد بازنشسته شدند و ناو هواپیمابر کلاس دریاسالار کوزنتسوف ناقص در نهایت توسط اوکراین به جمهوری خلق چین فروخته شد. بودجه تنها برای تکمیل کشتی‌های سفارش داده شده قبل از فروپاشی USSR اختصاص داده شد، و همچنین برای بازسازی می کندو تعمیرات در کشتی‌های ناوگان گرفته شده از خدمت از آن زمان. با این حال، زمان ساخت این کشتی‌ها تمایل به کشش گسترده داشت: در سال ۲۰۰۳ گزارش شد که زیردریایی کلاس آکولا نرپا پانزده سال است که در حال ساخت است. ذخیره‌سازی زیردریایی‌های هسته ای از کار افتاده در بنادر نزدیک مورمانسک به مسئله قابل توجهی تبدیل شد و بنیاد بلونا جزئیات کاهش آمادگی را گزارش کرد. پایگاه‌های پشتیبانی نیروی دریایی در خارج از روسیه مانند خلیج کم ران در ویتنام به تدریج بسته شدند، به استثنای پایگاه حمایت فنی متواضعانه در تارتوس سوریه برای حمایت از کشتی‌های اعزامی به دریای مدیترانه. هوانوردی دریایی و همچنین از ارتفاع خود به عنوان هوانوردی نیروی دریایی شوروی کاهش یافت و از حدود ۶۰٬۰ پرسنل با حدود ۱۱۰۰ فروند هواپیمای جنگی در سال ۱۹۹۲ به ۳۵٬۰ پرسنل با حدود ۲۷۰ فروند هواپیمای جنگی در سال ۲۰۰۶ کاهش یافت. در سال ۲۰۰۲، از ۵۸۴ خدمه هوانوردی دریایی تنها ۱۵۶ خدمه آماده مبارزه بودند، و ۷۷ خدمه آماده پرواز در شب بودند. میانگین زمان پرواز سالانه ۲۱٫۷ ساعت بود، در مقایسه با ۲۴ ساعت در سال ۱۹۹۹.

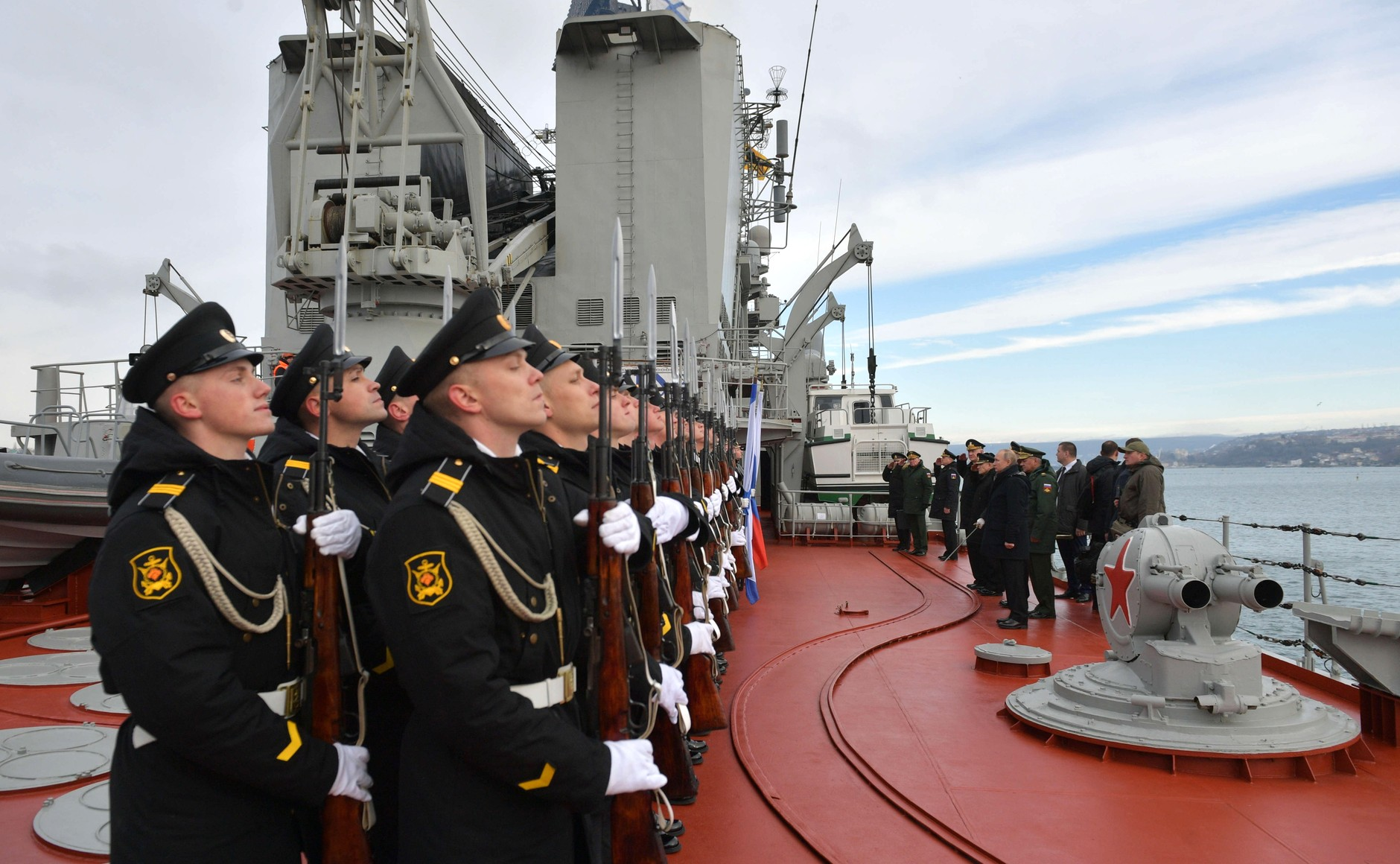
ملوانان نیروی دریایی روسیه در تمرینات مشترک ناوگان دریای شمال و دریای سیاه.

آموزش و آمادگی نیز به شدت رنج می‌برد. در سال ۱۹۹۵ تنها دو زیردریایی موشکی در یک زمان در ایستگاه، از ناوگان شمالی و اقیانوس آرام نگهداری می‌شدند. این کاهش به از دست دادن زیردریایی کورسک درجه دو اسکار در جریان تمرین تابستانی ناوگان شمالی که برای حمایت از انتشار یک دکترین دریایی جدید در نظر گرفته شده بود، به اوج خود رسید. این تمرین قرار بود با اعزام گروه وظیفه دریاسالار کوزنتسوف به دریای مدیترانه به اوج خود رسید. تا فوریه ۲۰۰۸، نیروی دریایی روسیه دارای ۴۴ زیردریایی هسته ای با ۲۴ زیردریایی عملیاتی بود؛ ۱۹ زیردریایی دیزل الکتریکی، ۱۶ عملیاتی؛ و ۵۶ رزمنده سطح رتبه اول و دوم، ۳۷ عملیاتی. با وجود این بهبود، حادثه نوامبر ۲۰۰۸ در هیئت مدیره قایق حمله زیردریایی کلاس آکولا نرپادر طول آزمایش‌های دریایی قبل از اجاره به هند نشان دهنده نگرانی برای آینده بود.
در سال ۲۰۰۹ دریاسالار پوپوف، فرمانده سابق ناوگان شمالی روسیه گفت که نیروی دریایی روسیه در صورتی که نرخ فعلی ساخت کشتی‌های جدید بدون تغییر باقی بماند، به دلیل بازنشستگی کشتی‌های اقیانوس رفتن، تا سال ۲۰۱۵ توانایی‌های رزمی را تا حد زیادی کاهش خواهد داد. قدرت و کیفیت نیروی دریایی روسیه از دهه ۲۰۱۰ شروع به بهبود کرده‌است. در سال ۲۰۱۲ به عنوان بخشی از یک تلاش بلندپروازانه بازسازی، ولادیمیر پوتین رئیس‌جمهوری روسیه طرح ساخت ۵۱ کشتی مدرن و ۲۴ زیردریایی را تا سال ۲۰۲۰ اعلام کرد. از ۲۴ زیردریایی، قرار بود ۱۶ زیردریایی با نیروی هسته ای باشد. در ۱۰ ژانویه ۲۰۱۳، نیروی دریایی روسیه سرانجام اولین SSBN کلاس بوری جدید خود (یوری دولگوروکی) را برای خدمت پذیرفت. بوری دوم (الکساندر نوسکی) تحت آزمایش‌های دریایی قرار گرفت و در ۲۱ دسامبر ۲۰۱۳ وارد خدمت شد. سومین قایق کلاس بوری (ولادیمیر مونوماخ) راه اندازی شد و در اوایل سال ۲۰۱۳ محاکمه‌ها را آغاز کرد، و در اواخر سال ۲۰۱۴ سفارش داده شد. تا اوایل سال ۲۰۲۲، پنج قایق کلاس بوری به همراه سه زیردریایی حمله هسته ای کلاس یاسن در خدمت هستند. کشتی‌های بیشتری از این کلاس‌ها به همراه لادای اضافی و زیردریایی‌های حمله متعارف کلاس بهبود یافته کیلو در حال ساخت هستند. ناوگان سطحی نیز در حال مدرن شدن است، عمدتاً با معرفی حداقل شش کلاس جدید از کشتی‌های گشت ناوچه سبک/دریایی، کلاس جدیدی از فریگیت (کلاس دریاسالار گورشکوف)، و همچنین کلاس‌های جدید کشتی‌های آمفیبیوس و کشتی‌های پشتیبانی. در ۲۳ ژوئن ۲۰۲۱ نیروهای روسیه درگیر حادثه ای با یک کشتی نیروی دریایی سلطنتی بریتانیا در آب‌های کریمه شدند.

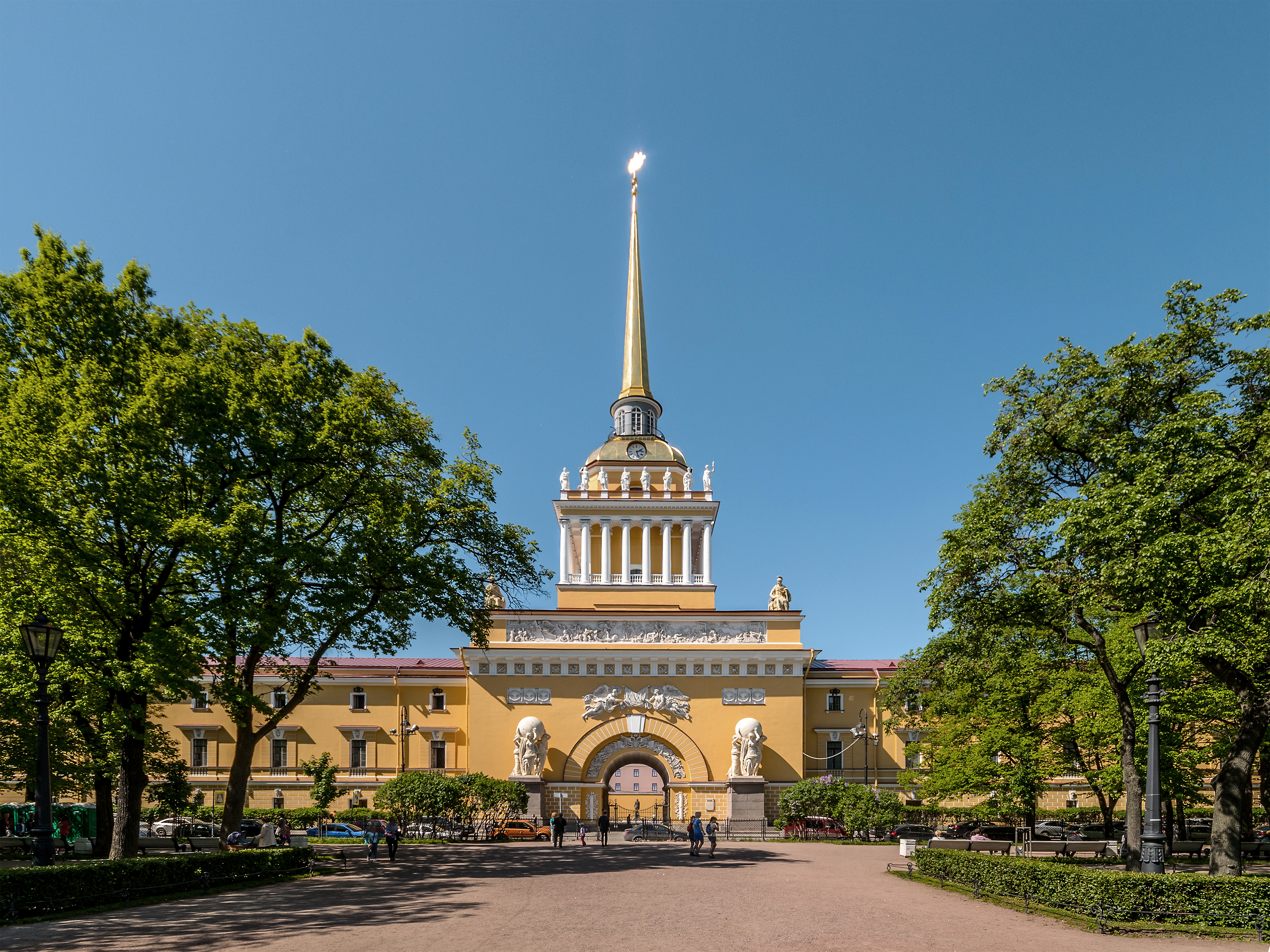
دریاسالاری روسیه در سن پترزبورگ به دلیل برج طلایی اش که بالای آن یک بادگیر طلایی به شکل یک کشتی بادبانی قرار دارد، مشهور است.

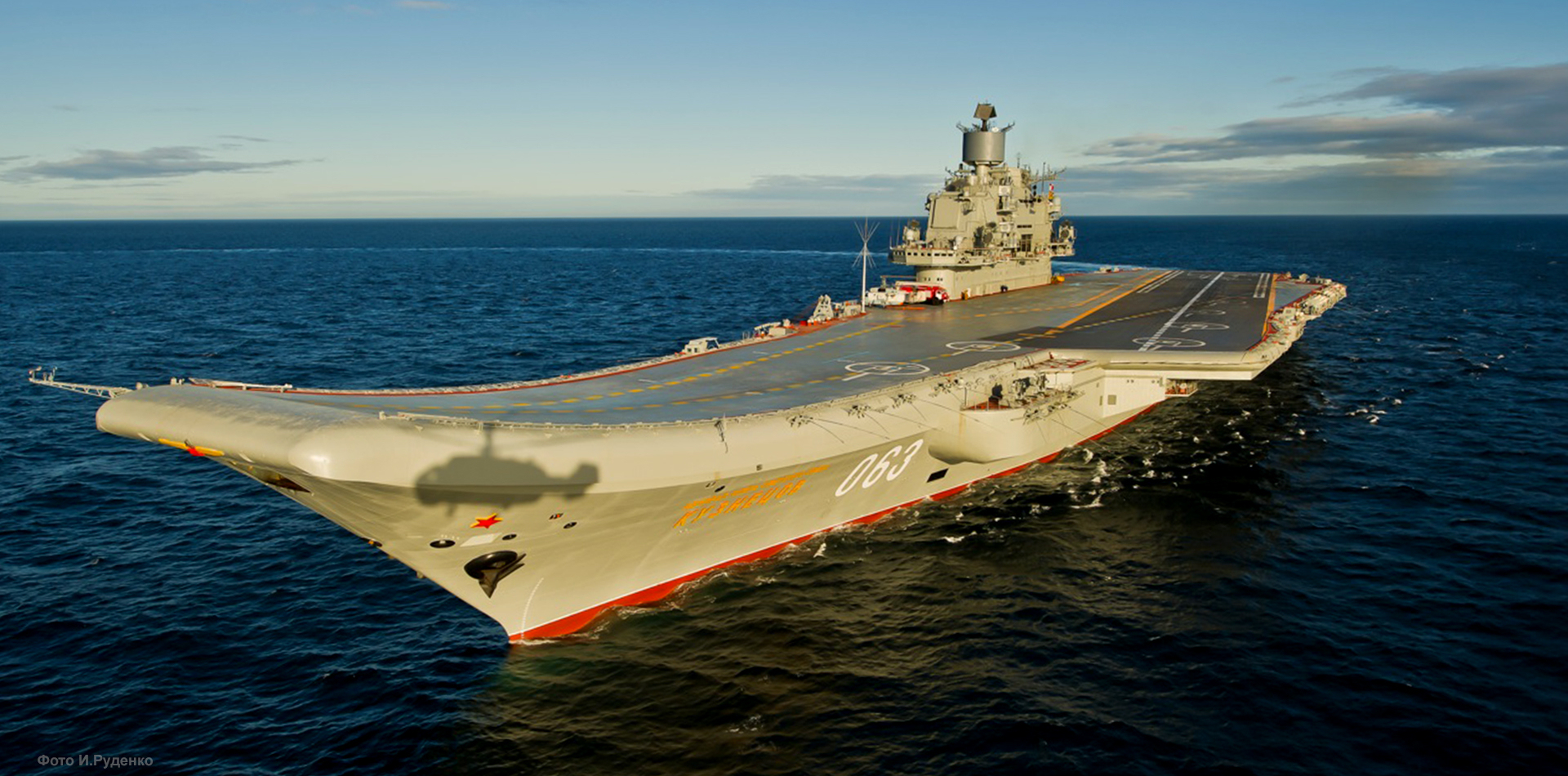
Admiral Kuznetsov, the flagship of the Russian Navy
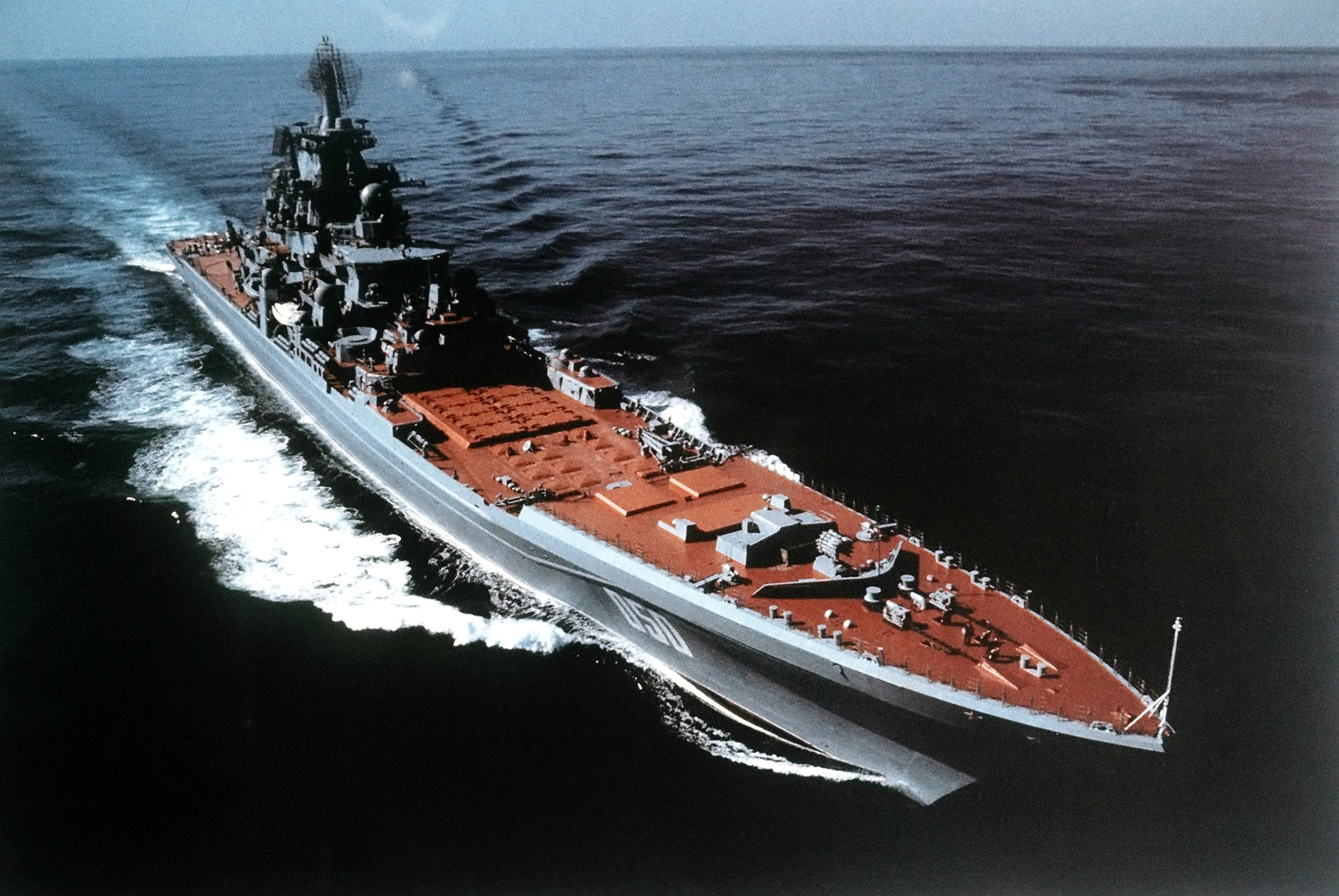
Kirov-class battlecruiser
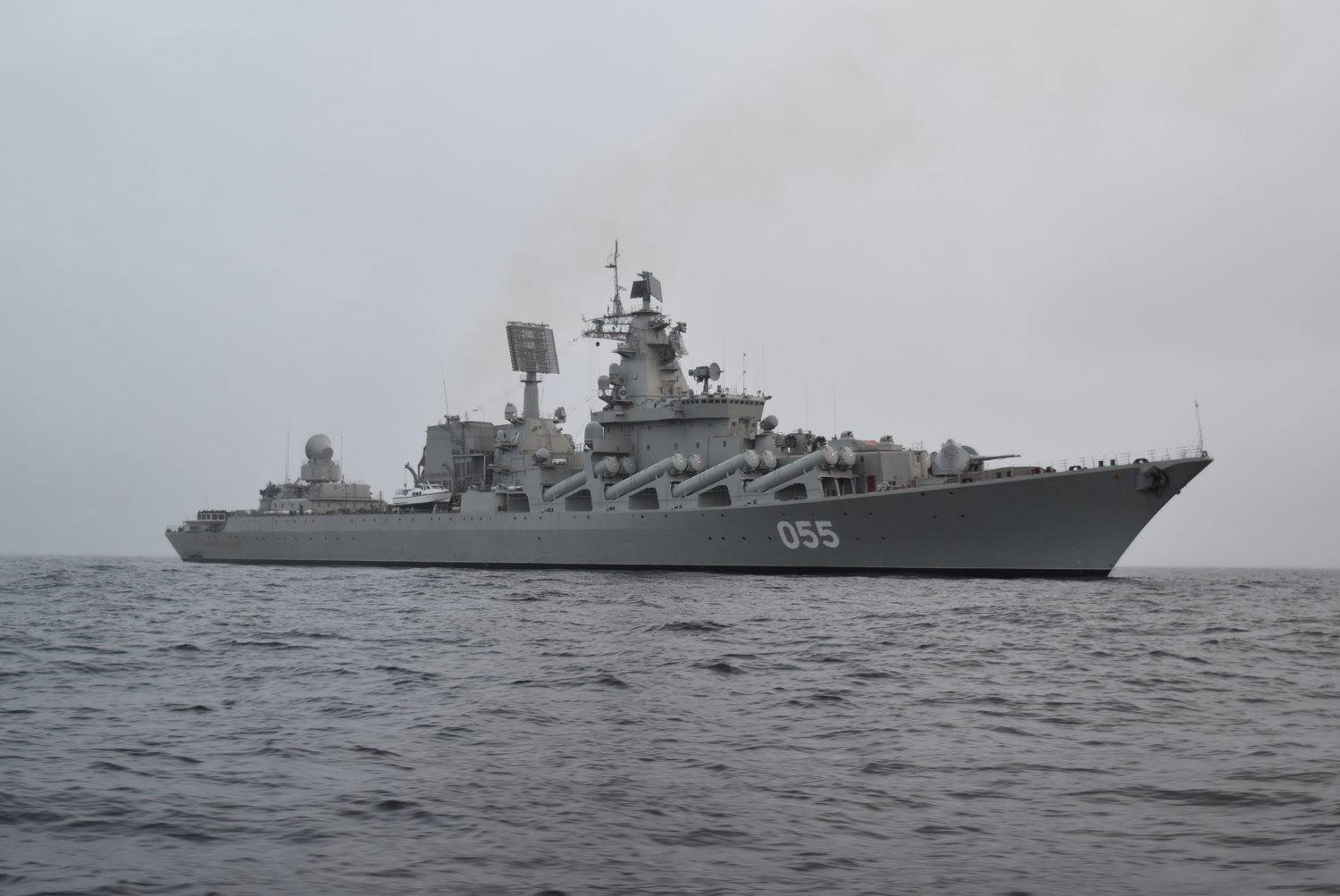
Slava-class cruiser
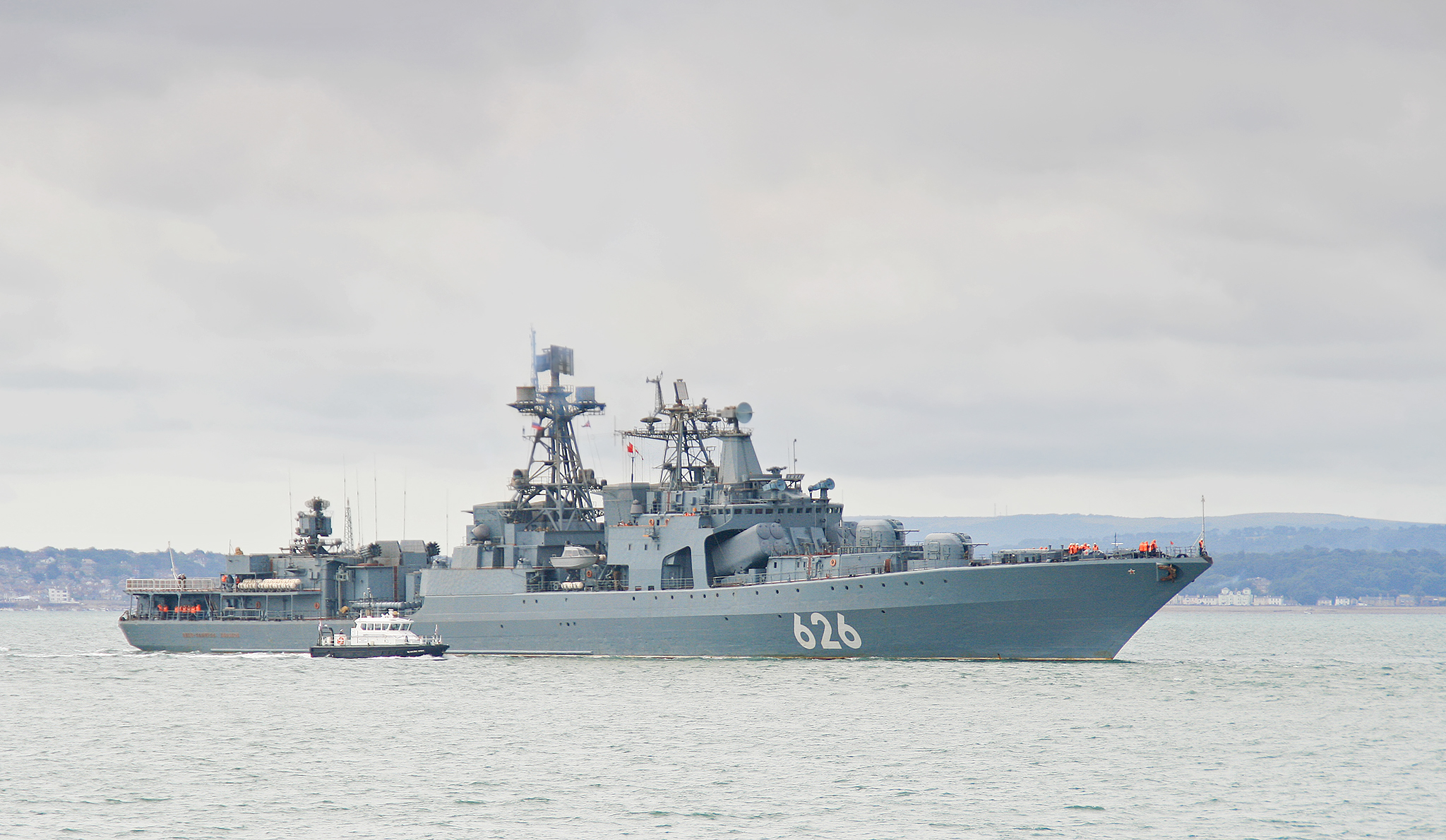
Udaloy-class destroyer
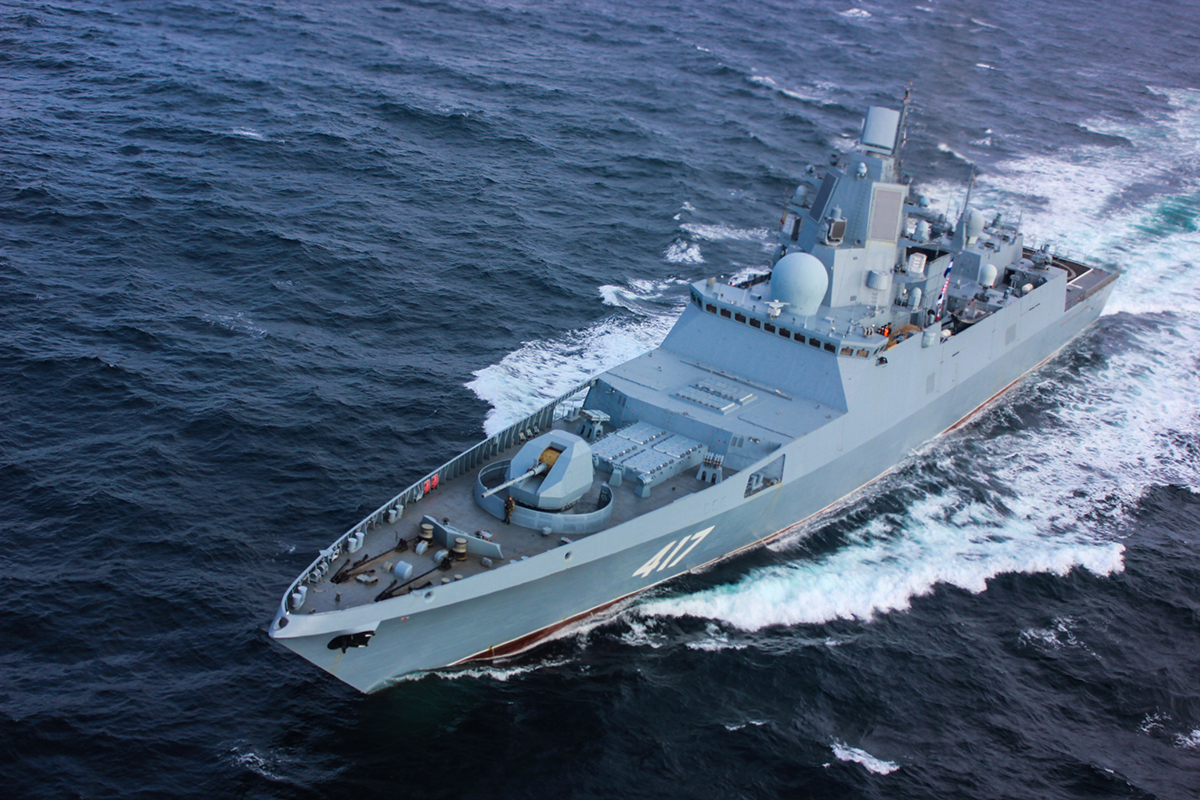
Admiral Gorshkov-class frigate
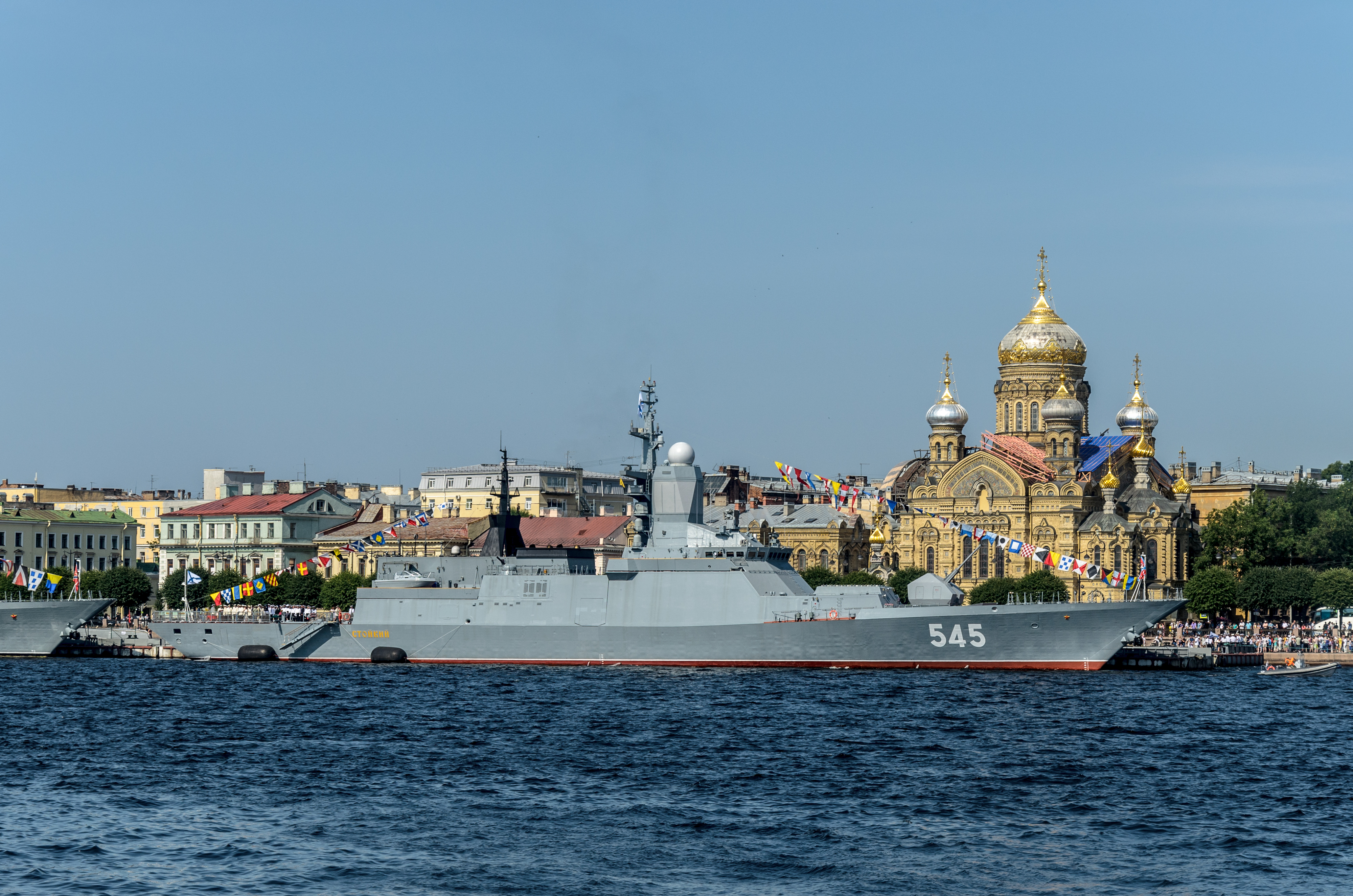
Steregushchy-class corvette
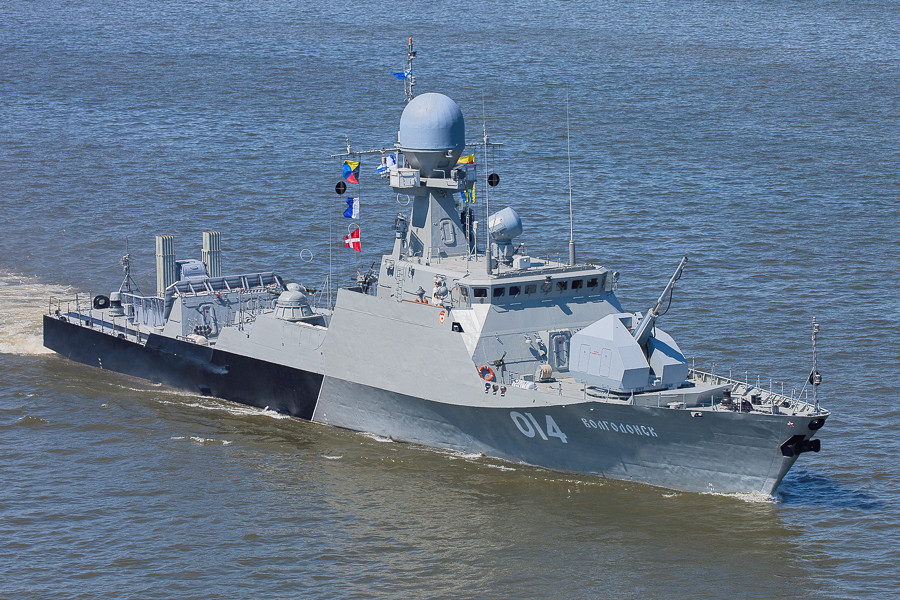
Buyan-class corvette
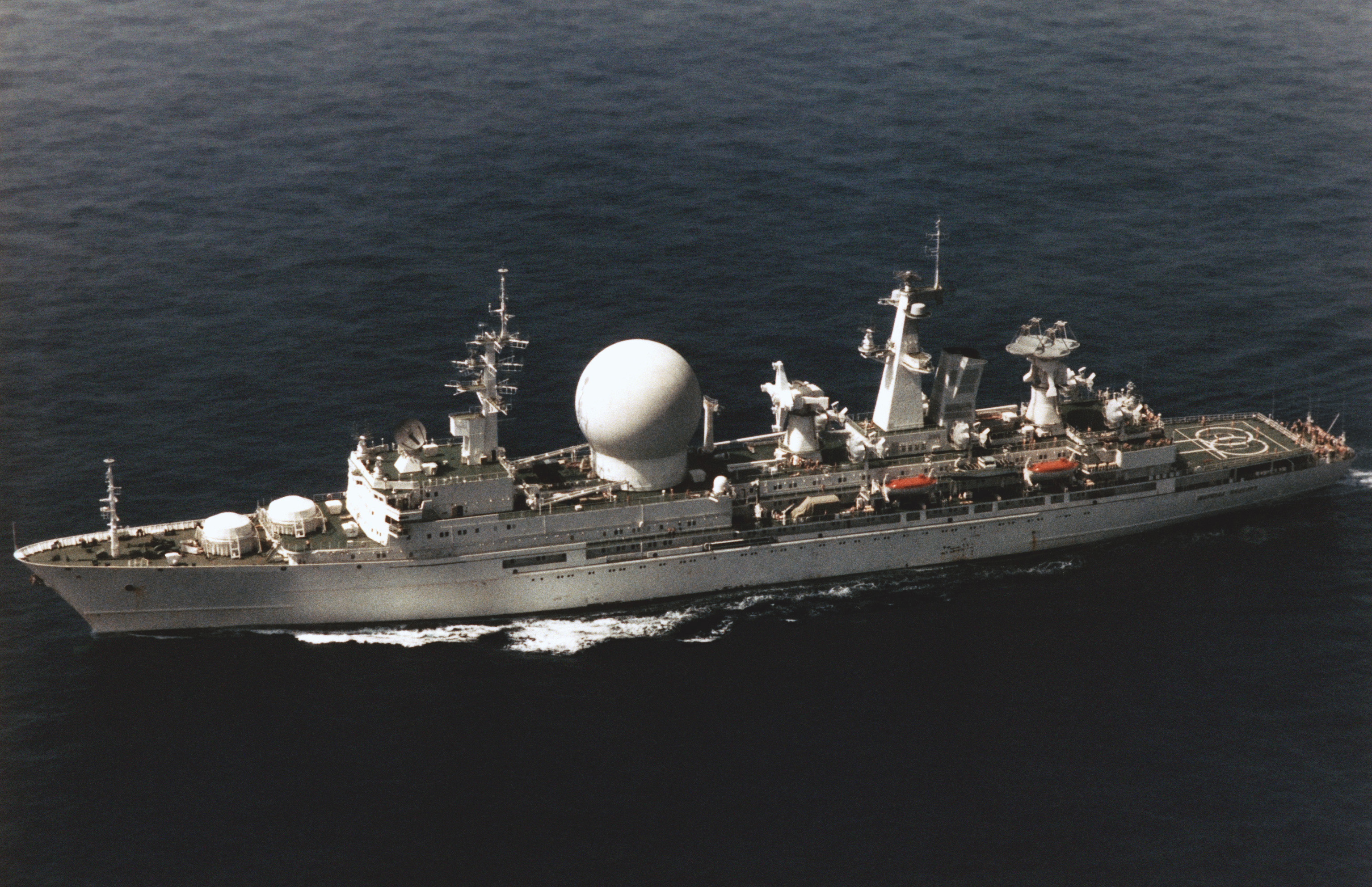
Missile range instrumentation ship Marshal Krylov

#### رهبری
ADM نیکولای یومنوف
اوت ۱۹۹۲ – نوامبر ۱۹۹۷، FADM فلیکس گروموف
نوامبر ۱۹۹۷ – سپتامبر ۲۰۰۵، FADM ولادیمیر کورویدوف
سپتامبر ۲۰۰۵ – سپتامبر ۲۰۰۷، FADM ولادیمیر ماسورین
سپتامبر ۲۰۰۷ – مه ۲۰۱۲، ADM ولادیمیر ویسوتسکی
مه ۲۰۱۲ - فوریه ۲۰۱۶، ADM ویکتور چیرکوف
فوریه ۲۰۱۶ – مه ۲۰۱۹، ADM ولادیمیر کورولویوف
مه ۲۰۱۹ -- در حال حاضر، ADM نیکولای یومنوف

#### ساختار
از سال ۲۰۱۲ مقر نیروی دریایی روسیه (کارکنان اصلی نیروی دریایی روسیه) بار دیگر در دریاسالاری در سن پترزبورگ قرار دارد. نیروی انسانی دریایی روسیه مخلوطی از سربازان سربازی است که دوره‌های یک ساله و داوطلبان (افسران و رتبه‌بندی‌ها) را خدمت می‌کنند. در سال ۲۰۰۶ IISS ارزیابی کرد که ۱۴۲٬۰ پرسنل در نیروی دریایی روسیه وجود دارد. تا سال ۲۰۰۸ دوره سربازی به یک سال کاهش یافت و کوچک سازی و سازماندهی مجدد عمده ای در جریان بود. در سال ۲۰۰۸ برنامه‌هایی برای انتقال مقر به ساختمان دریاسالارتی در سن پترزبورگ، محل تاریخی مقر نیروی دریایی امپراتوری روسیه اعلام شد. کارکنان نیروی دریایی سرانجام در نوامبر ۲۰۱۲ به آنجا نقل مکان کردند. نیروی دریایی روسیه به چهار سرویس رزمی - نیروهای سطحی، نیروهای زیردریایی، هوانوردی دریایی و سربازان ساحلی سازماندهی شده‌است. علاوه بر این نیروی دریایی نیز شامل واحدهای پشتیبانی شناور و ساحل. شامل نیروهای ویژه نمی‌شود. تیپ‌های اسپتسنز نیروی دریایی بخشی از مدیریت اطلاعات اصلی متصل به ناوگان‌های مربوطه هستند و نیروهای ضد انحرافی و دارایی‌ها (ПДСС) (که واحد هستند، حفاظت از نیروی دریایی در برابر هجوم نیروهای ویژه دشمن) در داخل نیروهای ساحلی قرار می‌گیرد. در طول جنگ سرد نیروهای مسلح شوروی تمایز بین فرماندهی‌های مختلف دریایی را ایجاد کردند. ناوگان‌های اصلی ناوگان شمالی و اقیانوس آرام بودند. آن‌ها وظیفه داشتند عملیات مستقلی بر روی دریاهای مرتطب انجام دهند و به همین دلیل شامل سطح استراتژیک، زیردریایی و نیروهای هوایی از جمله بازدارنده هسته ای دریایی این کشور بود. با توجه به جغرافیای محدود بالتیک و دریاهای سیاه ناوگان دریای بالتیک و سیاه مربوطه نقش دور بیشتری در حمایت از تشکیل زمین مجاور (فرماندهی اصلی سربازان جهت غربی در لگنیتسا (لهستان) و فرماندهی اصلی سربازان جهت جنوب غربی در سال کیشیناو) داده شد. این دو ناوگان به سیستم‌های تسلیحات کوتاه بردتر از ناوگان‌های اصلی (زیردریایی‌های دیزلی-الکتریکی، جنگنده-بمب افکن‌های سوخو سو-۲۴ و مقدار بیشتری فریگیت و ناوچه سبک) مسلح بودند. با توجه به ماهیت بسته دریای خزر (هنوز هم متصل به دریای بالتیک و سیاه از طریق رودخانه ولگا و سیستم رودخانه‌ها و کانال‌ها و قابل کشتی با اندازه ناوچه سبک) ناوگان خزری آن نقش حتی محدودتر از ناوگان‌ها داشت و نقش دفاعی حمایت از فرماندهی اصلی سربازان جهت جنوبی در باکو را داشت. با پایان جنگ سرد کاهش قابل توجهی در نیروها به دنبال داشت. پیش از اصلاحات نظامی روسیه در سال ۲۰۰۸، این چهار ناوگان از نظر وضعیت برابر با شش منطقه نظامی رتبه‌بندی شدند. با اقدامات اصلاحاتی که به اجرا درآمد تعداد مناطق نظامی کاهش یافت و به فرماندهی‌های استراتژیک مشترک جدید تبدیل شد و چهار ناوگان و یک ناوگان با وضعیت برابر با نیروهای زمینی و ارتش‌های نیروهای هوایی زیرمجموعه آن‌ها قرار گرفت. با توجه به افزایش منافع روسیه در منطقه قطب شمال و اهمیت دفاع دریایی غربی/شمال غربی روسیه ناوگان شمالی که در اصل بخشی از فرماندهی استراتژیک مشترک غرب (منطقه نظامی غربی) بود، در ۱۲ دسامبر ۲۰۱۴ پایه و اساس پنجمین فرماندهی استراتژیک مشترک ناوگان شمالی تازه تشکیل شد.

#### نیروهای زیردریایی و سطحی
زیردریایی و نیروهای سطحی ستون فقرات نیروی دریایی را تشکیل می‌دهند. زیردریایی‌ها بخشی از اسکادران‌ها و فلوتیل‌های اختصاصی زیردریایی یا بخشی از اسکادران‌ها و فلوتیلاهای ترکیب مختلط را به همراه رزمندگان بزرگ سطحی تشکیل می‌دهند. نیروی دریایی روسیه یک ساختار سفت و سخت را حفظ می‌کند که سطوح فرماندهی آن می‌تواند بر اساس مقررات نظامی مستقیماً با همتایان مربوطه نیروهای زمینی و هوایی برابر باشد:

#### سربازان ساحلی
سربازان ساحلی شامل پیاده‌نظام دریایی و سربازان موشکی و توپخانه ساحلی هستند.
پیاده‌نظام نیروی دریایی روسیه نیروی آمفیبیوس نیروی دریایی روسیه است و می‌تواند ریشه‌های آن‌ها را به سال ۱۷۰۵ ردیابی کند، زمانی که پیتر کبیر فرمانی برای یک هنگ پیاده‌نظام «از هم‌ارزی دریایی» صادر کرد. از زمان شکل‌گیری آن شاهد اقدام در جنگ‌های ناپلئونی، جنگ کریمه، جنگ روسو و ژاپن، جنگ جهانی اول و دوم و درگیری‌های چچن و گرجی بوده‌است. تحت رهبری دریاسالار گورشکوف در طول جنگ سرد، نیروی دریایی شوروی دامنه پیاده‌نظام دریایی را گسترش داد و در مناسبت‌های متعدد آن را در سراسر جهان مستقر کرد، اما از زمان انحلال اتحاد جماهیر شوروی نقش آن تا حد زیادی کاهش یافته‌است. پیاده‌نظام نیروی دریایی شوروی و جانشینان روسی آن‌ها به عنوان سربازان شوک نخبه شهرت دارند. آن‌ها به خاطر لباس‌های سیاه و عملکرد وحشی خود در مبارزه در مناطق دریای سیاه و دریای بالتیک در طول جنگ جهانی دوم لقب «مرگ سیاه» (آلمانی: der schwarze Tod) را دریافت کردند. پیاده‌نظام نیروی دریایی روسیه یک نیروی مکانیزه است که در تیپ‌ها، هنگ‌های مستقل و گردان‌های مستقل سازماندهی می‌شود. لشکر ۵۵ پیاده‌نظام نیروی دریایی ناوگان اقیانوس آرام در سال ۲۰۰۹ منحل شده و دو تیپ جداگانه جایگزین آن شده‌اند. هر تیپ دارای یک گردان تانک، یک گردان توپخانه خودکششی، یک گردان دفاع هوایی خودکششی، گردان‌های پیاده‌نظام دریایی مکانیزه، دیگر واحدهای پشتیبانی و یک گردان پیاده‌نظام نیروی دریایی یورش هوابرد (گردان پیاده‌نظام هوابرد)، چتر نجات و حمله هوایی واجد شرایط، با مأموریت به سرنیزه فرود آمفیبیوس. سربازان دفاع ساحلی نیروی دریایی روسیه تیپ‌های مکانیزه معمولی هستند که وظیفه اصلی جلوگیری از فرود آمفیبیوس دشمن را دارند. نمونه ای از سربازان دفاع ساحلی سربازان ناوگان بالتیک هستند. با اعلام استقلال استونی، لتونی و لیتوانی در پایان اتحاد جماهیر شوروی عملاً منطقه نظامی بالتیک از هم پاشید. سازندهای عظیم نیروهای زمینی که در اوبلاست کالینیگراد قفل شده بودند، از نیروهای زمینی به فرماندهی و کنترل دریایی منتقل شدند. ادغام پیاده‌نظام دریایی و سربازان دفاع ساحلی تمایل نسبتاً جدیدی از دهه ۲۰۱۰ به منظور ساده‌سازی ساختار فرماندهی نیروی دریایی و تیپ‌های پیاده‌نظام جدید قطب شمال در شکل‌گیری تحت فرماندهی استراتژیک مشترک ناوگان شمالی در درون آن فرایند قرار می‌گیرد. سربازان توپخانه ساحلی نیز نقش بسیار مهمی برای نیروی دریایی ایفا می‌کنند. جغرافیای دریای بارنتس، دریای بالتیک، دریای سیاه و دریای اوخوتسک و همچنین دریای خزر استقرار سیستم‌های مبتنی بر ساحل، ضد کشتی را در نقشی انکار کننده منطقه بسیار مؤثر می‌کند. آنها استقرارکی-۳۰۰پی باستون-پی مافوق صوت ASCM، 3M - ۵۴ کالیبر کروز زیر صوت ASCM و A - 222E برگ- E 130mm ساحلی سیستم توپخانه تلفن همراه و همچنین خود پیشرانه سطح به هوا سیستم‌های موشکی. پیاده‌نظام دریایی و سربازان ساحلی توسط معاون فرمانده پیاده‌نظام نیروی دریایی/فرمانده پیاده‌نظام نیروی دریایی نیروی دریایی روسیه، ستوان (NI) آلکساندر کولپاتسنکو رهبری می‌شوند. شعار آنها این است: «جایی که ما هستیم، پیروزی وجود دارد!»

#### هوانوردی نیروی دریایی
اولین واحدهای هوانوردی دریایی در روسیه از سال ۱۹۱۲ تا سال ۱۹۱۴ به عنوان بخشی از ناوگان بالتیک و ناوگان دریای سیاه تشکیل شدند. از زمان شکل‌گیری در جنگ داخلی روسیه، جنگ جهانی دوم و در بسیاری از درگیری‌های دیگر در سراسر اروپا، خاورمیانه و آسیا شرکت کرده‌است. در طول جنگ سرد هوانوردی دریایی سیاست استقرار تعداد زیادی از بمب افکن‌ها در نقش‌های ضربتی دریایی را برای مقابله با ناوگان گسترده ناوهای هواپیمابر نیروی دریایی ایالات متحده دنبال کرد، تا سال ۱۹۸۹ بیش از ۱۰ فروند هواپیمای بال ثابت را با اکثریت بمب افکن‌هایی مانند توپولف تو-۲۲ام  "نتیجه معکوس" وتوپولف تو-۱۶ " اداره می‌کرد. اما از زمان سقوط اتحاد جماهیر شوروی به‌طور قابل توجهی از نظر اندازه کاهش یافته‌است. توپولف تو-۲۲ام به نیروهای هوافضا منتقل شده‌اند و از آن زمان بازوی رزمی هوانوردی دریایی در اطراف سوخو سو-۳۳ها، میکویان میگ-۲۹کی‌ها با سوخو سو-۳۰ها و سوخو سو-۳۴ها جایگزین سوخو سو-۲۴های منسوخ شده ساخته شده‌است.
تا سال ۲۰۰۷ هوانوردی نیروی دریایی روسیه از اجزای زیر تشکیل شده‌است:
- هوانوردی حامل موشک نیروی دریایی
- ساحل مبتنی بر هوانوردی ASW
- حمله (شتورمویک) هوانوردی
- هوانوردی جنگنده مبتنی بر شور
- هوانوردی هوایی هوایی
- هوانوردی شیپبورن (جنگنده‌ها و هواپیماهای ASW)
- واحدهای هوایی کمکی

#### پیشوند
نه کشتی‌های جنگی جین و نه مؤسسه بین‌المللی مطالعات استراتژیک هیچ پیش فرض کشتی استانداردی را برای کشتی‌های نیروی دریایی روسیه فهرست نمی‌کنند. دولت ایالات متحده گاهی از پیش فرض اکسونیم "RFS" (برای "کشتی فدراسیون روسیه") استفاده می‌کند. با این حال خود نیروی دریایی روسیه از این کنوانسیون استفاده نمی‌کند.

#### مناطق نظامی و ناوگان
نیروی دریایی روسیه از چهار ناوگان و یک ناوگان تشکیل شده‌است که همگی آن‌ها زیرمجموعه مناطق نظامی تازه تشکیل شده-فرماندهی‌های استراتژیک عملیاتی مشترک هستند.

#### منطقه نظامی شمالی – فرماندهی مشترک استراتژیک شمال

##### ناوگان شمالی
ناوگان شمالی روسیه که قدمت آن به سال ۱۷۳۳ می‌رسد اما به عنوان یک شکل‌گیری مدرن در سال ۱۹۳۳ تأسیس شده‌است، مقر اصلی آن در سورومورسک
است و در اطراف پایگاه‌های مختلف در منطقه مورمانسک بزرگ گسترش یافته‌است. این ناوگان اصلی نیروی دریایی روسیه است و در حال حاضر شامل
- ناو هواپیمابرآدمیرال کوزنتسوف (۱ در بازسازی)
- رزمناو جنگی کلاس کیروف (۲، از جمله یکی در تعمیر/ارتقای طولانی مدت)
- رزمناو کلاس اسلاوا (۱)
- ناوشکن کلاس آدلیو (۱)
- ناوشکن کلاس اودالوی (۳)
- ناوشکن کلاس سوارمنی
- ناوچه کلاس دریاسالار گورشکوف (۲ به علاوه یک ناوچه در آزمایشات دریایی در بالتیک)
- کوروت کلاس گریشا (۶)
- کوروت کلاس نانوچکا
- زیردریایی کلاس دولگوروکی (۲)
- زیردریایی کلاس IV دلتا (۶)
- زیردریایی کلاس تایفون (۱)
- زیردریایی کلاس اسکار (۳)
- زیردریایی کلاس یاسن (۲)
- زیردریایی کلاس آکولا (۶)
- زیردریایی کلاس سیرا (۲)
- زیردریایی کلاس III ویکتور (۳)
- زیردریایی کلاس لادا (۱ به اضافه ۱ در آزمایشات دریایی در بالتیک تا دسامبر ۲۰۲۱)
- زیردریایی کلاس کیلو (۵)
- زیردریایی عملیات ویژه کلاس IV دلتا زیردریایی بی‌اس-۶۴
- زیردریایی عملیات ویژه بلگورود (K-329) (1، در «تست» در منطقه ناوگان شمالی از ژانویه ۲۰۲۱؛ پیش‌بینی می‌شود پس از راه اندازی به ناوگان اقیانوس آرام منتقل شود)
- زیردریایی عملیات ویژه ساروف (B-90) (1)
- زیردریایی عملیات ویژه لوشاریک (AS-12/یا ۲۸/یا ۳۱) (۱ مورد در تعمیر/تعمیر)
- زیردریایی عملیات ویژه کلاس III دلتا اورنبورگ (BS-136) (1)
- مینی زیردریایی عملیات ویژه کلاس پالتوس (۲)
- زیردریایی عملیات ویژه کلاس کاشالوت (۲)

ناوگان شمالی همچنین شامل کشتی‌های گشت زنی، کشتی‌های ضد مین، کشتی‌های آمفیبیوس سبک و کشتی‌های پشتیبانی و لجستیکی است.

#### ناوگان بالتیک
ناوگان بالتیک که در ۱۸ می ۱۷۰۳ تأسیس شد، در بالتیسک و کرونشتادت مستقر است و مقر آن در شهر کالینینگراد، استان کالینینگراد است. ناوگان متشکل از واحدهای زیر است:
- ناوشکن کلاس سوارمنی
- ناوچه کلاس نوستراشیمی
- کوروت چند منظوره کلاس استرگاشی (۴)
- کوروت کلاس بویان M (2)
- کوروت کلاس کاراکورت (۳)
- کوروت کلاس رتیل (۶)
- کوروت کلاس نانوچکا
- کوروت کلاس پارچیم (۶)
- زیردریایی کلاس کیلو (۱ واحد اختصاص داده شده از سال ۲۰۲۰)

ناوگان بالتیک همچنین شامل کشتی‌های گشت زنی، شکارچی معدن، کشتی‌های آبی خاکی و شناورهای پشتیبانی می‌شود.

#### ناوگان دریای سیاه
ناوگان دریای سیاه که در ۲ مه ۱۷۸۳ تأسیس شد، مقر آن در خلیج‌های سواستوپول، کارانتینایا و استرلتسکایا در سواستوپول است که محل مرکزی آن نیز هست، و در نووروسسیسک در کراسنودار کرای قرار دارد. این ناوگان همچنین دارای امکانات مختلف دیگری در شبه جزیره کریمه و تأسیسات در کراسنودار کرای است. ناوگان از واحدهای زیر تشکیل شده‌است:
- رزمناو کلاس اسلاوا (۱)
- ناوچه کلاس آدمیرال گریگوروویچ (۳)
- ناوچه کلاسبوروستنیک
- (کریواک) (۲)
- ناوچه چند منظوره کلاس استرگاشی
- در آزمایش پهلوگیری در کشتی‌ساز بالتیک)
- کوروت کلاس M بویان (۴)
- ناوچه کلاس کاراکورت(۱ در آزمایشات دریایی)
- ناوگان دریایی/کشتی گشتی فراساحلی کلاس بایکوف (۳، به علاوه ۱ در آزمایشات دریایی)
- کوروت کلاس رتیل (۵)
- کوروت کلاس بورا (۲)
- کوروت کلاس گریشا (۶)
- زیردریایی پیشرفته کلاس کیلو (۶)

ناوگان دریای سیاه همچنین شامل یک نوع قدیمی تر (پروژه ۸۷۷) زیردریایی کلاس کیلو، کشتی‌های گشت زنی و حفاظت ساحلی، کشتی‌های آبی خاکی و شناورهای پشتیبانی می‌شود.

#### ناوگروه خزر
فلوتیلا خزر که در ۴ نوامبر ۱۷۲۲ تأسیس شد، در آستراخان و ماخاچ قلعه با دفتر مرکزی آن در آستراخان مستقر است. ناوگان شامل:
- تاتارستان/ فریگیت کلاس گپارد (۲)
- ناوچه سبک کلاس خرید (۳)
- ناوچه سبک کلاس Buyan-M (3)
- ناوچه سبک کلاس تارانتول (۱)

ناوگان خزر همچنین شامل ۴ کشتی توپخانه کوچک، گشت زنی و کشتی‌های جنگ مین و همچنین صنایع دستی فرود است.

#### ناوگان
مقر اصلی سرفرماندهی نیروی دریایی روسیه در شهر سن پترزبورگ می‌باشد.
نیروی دریایی روسیه شامل پنج ناوگان می‌باشد:
- ناوگان دریای بالتیک. مستقر در کالینینگراد
- ناوگان دریای شمال. مستقر در سورومورسک
- ناوگان اقیانوس آرام. مستقر در ولادیوستوک
- ناوگان دریای سیاه. مستقر در سواستوپول
- ناوگان دریای خزر. مستقر در کاسپیسک

#### ناوگان اقیانوس آرام
ناوگان اقیانوس آرام که در ۱۰ مه ۱۷۳۱ تأسیس شد، دفتر مرکزی آن در ولادی وستوک و مقر آن در اطراف ولادی وستوک و پتروپاولوفسک-کامچاتسکی قرار دارد. ناوگان از واحدهای زیر تشکیل شده‌است:
- رزمناو کلاس اسلاوا (۱)
- نابودگر کلاس سوارمنی(۲، از جمله ۱ در refit تا سال ۲۰۲۰)
- نابودگر کلاس اودلوی (۴)
- ناوچه سبک چند نقشی کلاس استرگاشی(۳، به علاوه ۱ در کارآزمایی‌های مورینگ)
- ناوچه سبک چند نقشی کلاس گرمیاشچی (۱)
- ناوچه سبک کلاس تارانتول (۱۱)
- ناوچه سبک کلاس گریشا (۸)
- ناوچه سبک کلاس نانوچکا (۴)
- زیردریایی کلاس دولگوروکی (۳، یکی در منطقه عملیاتی ناوگان شمالی تا دسامبر ۲۰۲۱ اما به ناوگان اقیانوس آرام واگذار شد)
- زیردریایی کلاس دلتا ۳ (۱)
- زیردریایی کلاس یاسن (۱ در منطقه عملیاتی ناوگان شمالی تا دسامبر ۲۰۲۱، هنوز در اقیانوس آرام نیست)
- زیردریایی کلاس اسکار (۵)
- زیردریایی کلاس آکولا (۴)
- زیردریایی کلاس کیلو (۸–۹، شامل ۲ «بهبود یافته کیلو»؛ ۳ بهبود کیلو اختصاص داده شده به ناوگان اقیانوس آرام اما هنوز هم در بالتیک از اواخر سال ۲۰۲۱)

ناوگان اقیانوس آرام همچنین شامل کشتی‌های گشت زنی، کشتی‌های جنگ مین، کشتی‌های آمفیبیوس، و کشتی‌های پشتیبانی است. همچنین هوانوردی دریایی و سربازان ساحلی و اجزای پیاده‌نظام دریایی وجود دارد.

#### آینده و نوسازی
بودجه نظامی روسیه از سال ۱۹۹۸ تا ۲۰۱۵ افزایش یافت، اما مشکلات اقتصادی از جمله کاهش شدید قیمت نفت منجر به کاهش بودجه در سال ۲۰۱۶ شد. هزینه‌های بیشتر منجر به افزایش تعداد کشتی‌های در حال ساخت شد که در ابتدا بر زیردریایی‌هایی مانند کلاس معمولی پترزبورگ (لادا) و کلاس سورودوینسک (یاسن) هسته‌ای تمرکز داشتند. برخی از کشتی‌های قدیمی تر نیز تعبیه شده‌اند. کشتی‌های جنگی جین در سال ۲۰۰۴ اظهار داشت که برنامه ساخت و ساز بیش از حد بر سناریوهای جنگ سرد متمرکز بود، با توجه به تأکید زیردریایی. به گفته وزارت دفاع روسیه، سهم تسلیحات مدرن در نیروی دریایی در سال ۲۰۱۴ به بیش از ۵۰ درصد رسیده‌است. گزارشی از دسامبر ۲۰۱۹ این رقم را ۶۸٪ تخمین زد. با این حال، در سپتامبر ۲۰۲۰ گزارش شد که بودجه دفاعی به عنوان بخشی از تغییر هزینه‌های اجتماعی و در پاسخ به تأثیرات مالی همه‌گیری کووید-۱۹، ۵ درصد کاهش می‌یابد. تأثیر ناشی از چنین کاهشی بر برنامه‌های نوسازی نیروی دریایی روسیه بلافاصله آشکار نشد.
ناوچه سبک‌های کلاس استرگوشچی که کشتی سربی آن در ۲۱ دسامبر ۲۰۰۱ به زمین گذاشته شد، اولین ساخت سطحی جدید پس از فروپاشی اتحاد جماهیر شوروی است در حالی که فریگیت‌های کلاس دریاسالار جدید سرگئی گورشکوف اولین تلاش نیروی دریایی برای بازگشت به ساخت کشتی‌های بزرگ آب آبی قادر است. نیروی دریایی روسیه در حال برنامه‌ریزی برای تهیه کلاس جدیدی از ناوشکن، پروژه هدف عمومی ۲۱۹۵۶ بود. کلاس لیدر به عنوان یک کشتی «آب سبز» پیش‌بینی شده‌است و پیش‌بینی می‌شد که با نیروی هسته ای باشد. بنا به گزارش‌ها این پروژه در سال ۲۰۲۰ به حالت تعلیق درآمد که ظاهراً به نفع پروژه ارزان‌تر ۲۲۳۵۰ دریاسالار گورشکوف کلاس فریگیت‌ها بود. کشتی‌های کلاس گورشکوف خود چالش‌های فنی را تجربه کرده‌اند و در سال ۲۰۲۰ در ابتدا پیشنهاد شد که نوع بزرگتر ۲۲۳۵۰M آن کلاس پیش ن روند. با این حال، بعدها گزارش شد که کار طراحی بر روی هر دو نوع Lider و 22350M از کلاس گورشکوف در واقع در حال حرکت به جلو است.

شبح زیردریایی روسی B-585 «سن پترزبورگ»، پروژه ۶۷۷ (کلاس لادا).

یک برنامه عقب ماشی که در سال ۲۰۰۷ تصویب شد، توسعه نیروی دریایی را برای اولین بار در تاریخ شوروی و روسیه در پای مساوی با نیروهای موشکی استراتژیک قرار داد. این برنامه که این دوره را تا سال ۲۰۱۵ پوشش می‌داد، انتظار می‌رفت شاهد جایگزینی ۴۵ درصد موجودی نیروی دریایی روسیه باشد. از ۴٫۹ تریلیون روبل (۱۹۲٫۱۶ میلیارد دلار) اختصاص داده شده برای پرورش مجدد نظامی، ۲۵ درصد به ساخت کشتی‌های جدید خواهند رفت. سرگئی ایوانوف معاون اول نخست‌وزیر در بازدید از اسرودوینسک در ژوئیه ۲۰۰۷ گفت: «ما در حال حاضر عملاً به اندازه زمان شوروی کشتی می‌سازیم.» سرگئی ایوانوف معاون اول نخست‌وزیر در ژوئیه ۲۰۰۷ گفت: «مشکل در حال حاضر کمبود پول نیست، بلکه چگونگی بهینه‌سازی تولید است تا نیروی دریایی بتواند کشتی‌های جدید را سه، نه پنج سال پس از زمین گذاشتن آن‌ها دریافت کند.»
با تأکید بر نیروهای استراتژیک، ناوگان زیردریایی نیروی دریایی با کسب چندین کلاس زیردریایی استراتژیک و تاکتیکی در حال مدرن شدن است. تا 12 Borei / دولگوروکی کلاس SSBNs برنامه‌ریزی شده برای جایگزینی کلاس‌های قدیمی تر در هر دو ناوگان شمالی و اقیانوس آرام. این‌ها توسط SSGNs کلاس جدید یاسن و خاباروفسک و همچنین زیردریایی‌های معمولی کلاس‌های بهبود یافته کیلو و لادا تکمیل می‌شوند. با این حال، از نظر ناوگان زیردریایی هسته ای تاکتیکی، معلوم نیست که آیا می‌توان مدل‌های جدید کلاس یاسن، خاباروفسک و دنباله دار بالقوه را به تعداد کافی تولید کرد، و به موقع، زیردریایی‌های هسته ای مدل قدیمی تر پیری را به صورت یک به یک جایگزین کرد یا خیر. گزارش شده‌است که زیردریایی‌های هسته ای نسل سوم روسیه برای جلوگیری از منسوخ شدن بلوک قبل از سال ۲۰۳۰ به سطحی مدرن نشده‌اند.
در ۲۸ آوریل ۲۰۱۰ پارلمان اوکراین توافقی را برای تمدید اجاره روسیه از تأسیسات پایه کریمه به سال ۲۰۴۲ با گزینه ای به مدت پنج سال دیگر، تا سال ۲۰۴۷ تصویب کرد. پس از الحاق کریمه توسط روسیه در سال ۲۰۱۴، این توافق رسماً توسط دولت روسیه دوما باطل شده‌است. نیروی دریایی روسیه همچنین فاش کرده‌است که ناوگان دریای سیاه روسیه تا سال ۲۰۲۰ ۳۰ کشتی جدید دریافت خواهد کرد و با زیرساخت‌های خود در شبه جزیره کریمه خودکفا خواهد شد. این ناوگان ظرف شش سال آینده با کشتی‌های جنگی، زیردریایی‌ها و کشتی‌های کمکی جدید به روز خواهد شد. کشتی‌های جدید ساخته شده برای ناوگان دریای سیاه شامل سه فریگیت کلاس دریاسالار گریگوروویچ (در اصل شش فروند بودند، اما دو فروند از سه کشتی باقی مانده به هند فروخته شدند و در سال ۲۰۲۱ گزارش شد که یک کشتی سوم نیز در خارج از کشور فروخته خواهد شد) و شش زیردریایی دیزلی-الکتریکی کلاس وارشاویانکا (بهبود یافته کلاس کیلو) است.
در ۲۷ دسامبر ۲۰۱۵، شرکت کشتی سازی یونایتد دولتی اعلام کرد که تا سال ۲۰۱۹ این شرکت توانایی فنی ساخت ناوهای هواپیما و بالگرد را خواهد داشت که به عنوان برخی شگفتی‌ها برای تحلیلگران به وجود آمد چرا که پیش از این این شرکت اعلام کرده بود حامل سازی تا سال ۲۰۲۵ در اولین زمان صورت نخواهد گرفت. تنها حامل موجود روسیه، دریاسالار کوزنتسوف دوران شوروی حداقل تا سال ۲۰۳۰ در خدمت باقی خواهد ماند.
در یک بررسی دفاعی ده ساله مه ۲۰۱۷ توسعه یک ناو هواپیمابر جدید و ناوشکن‌های با نیروی هسته ای به نفع تمرکز تلاش‌های مدرنیزه سازی بر روی سه‌گانه هسته ای لغو شد. توسعه نسل ششم SSBN اعلام شد حتی اگر نسل پنجم کلاس بوری هنوز در حال ساخت است به عنوان ناوگانی از رزمندگان سطح به اندازه زیر فریگیت بود.
در ۱۴ ژوئیه ۲۰۲۱ کارخانه کشتی سازی سویماش اعلام کرد که برای اولین بار در دهه‌های اخیر چندین زیردریایی هسته ای پروژه‌های مختلف تحت آزمایش‌های دریایی قرار دارند. در تابستان ۲۰۲۱ سه زیردریایی هسته ای به‌طور همزمان تحت آزمایش‌های دریایی قرار گرفتند: بوری دوم کلاس کنیا اولگ، کلاس یاسن-ام نووزیبرسک و کلاس آنته ای بلگورود را مدرن کردند. آخرین باری که در روسیه یا اتحاد جماهیر شوروی زیردریایی‌های هسته ای سه کلاس مختلف تحت آزمایش‌های دریایی قرار می‌گرفتند، سال ۱۹۹۳ بود که کلاس بهبود یافته آکولا تیگر، کلاس آنته ای اومسک و کلاس سیرا دوم پسکوف تحت آزمایش‌های دریایی قرار گرفتند. افزایش شدت آزمایش‌های دریایی در حال وقوع نشان دهنده افزایش کشتی سازی در نیروی دریایی روسیه است.

#### رژه اصلی نیروی دریایی در سن پترزبورگ
از سال ۲۰۱۷ با حکم رئیس‌جمهور روسیه مورخ ۲۷ ژوئیه ۲۰۱۷ سنت برگزاری رژه اصلی نیروی دریایی در سن پترزبورگ در روز نیروی دریایی ترمیم شد. این رژه متشکل از کشتی‌ها و ملوانانی است که نماینده ناوگان‌های متعدد و ناوگان خزر با کشتی‌ها و زیردریایی‌های کوچک در رودخانه نوا و کشتی‌های بزرگتر آرایه بندی شده از کرونشتات در خلیج سن پترزبورگ هستند. این جشن سالانه در آخرین یکشنبه ژوئیه در طول تعطیلات روز نیروی دریایی جشن گرفته می‌شود.

#### استقرارهای اخیر
اوشن شیلد
از سال ۲۰۱۸ نیروی دریایی روسیه تمرین دریایی سالانه مرکزی به نام اوشن شیلد را سازماندهی می‌کند.
بین ۱–۸ سپتامبر ۲۰۱۸، تمرین اوشن شیلد برای اولین بار برگزار شد. بر خلاف تمرینات سال‌های ۲۰۱۹ و ۲۰۲۰ که در دریای بالتیک انجام شد، اولین تمرین در دریای مدیترانه صورت گرفت. ۲۶ کشتی، ۲ زیردریایی و ۳۴ فروند هواپیما گنجانده شد. از جمله شرکت کنندگان رزمناو مارشال اوستینوف، نابودگرهای اسمتلیوی
و Severomorsk، آدمیرال گریگوروویچ، دریاسالار اسن، Admiral Makarov، کنجاوو یاروسلاو مودری، ناوچه سبک‌های ویشنی ولوچیوک، Grad Sviyazhsk و Veliky Ustyug و زیردریایی‌های معمولی Kolpino و ولیکی نووگورود بودند. هواپیماهای حاضر شامل بمب افکن‌های Tu-160، Tu-142 و Il-38 هواپیماهای ضد زیردریایی و جنگنده‌های دریایی Su-33 و میکویان میگ-۲۹کی ودند. این بزرگترین تمرین دریایی روسیه در دریای مدیترانه دوران پس از جنگ سرد و بزرگترین تمرین دریایی روسیه پس از جنگ سرد در منطقه دریایی دور بود.
از نظر مکان دور و تعداد کشتی‌های سرمایه‌ای شرکت‌کننده، فقط با رزمایش‌های ژوئن ۲۰۲۱ ناوگان اقیانوس آرام در جزایر هاوایی قابل مقایسه است. دومین رزمایش سپر اقیانوس که بین ۱ تا ۹ اوت ۲۰۱۹ برگزار شد، تمرینی بود که بیشترین تعداد کشتی‌های شرکت کننده (۶۹ کشتی شامل ۴۹ کشتی جنگی و ۲۰ کشتی پشتیبانی) در روسیه مستقل برگزار شد و در دریای بالتیک برگزار شد. ۲۲ کشتی شناخته شده رزمایش "سپر اقیانوس ۲۰۱۹" شامل رزمناو مارشال اوستینوف، ناوشکن سورومورسک و ناو دریاسالار گورشکوف از ناوگان شمالی و همچنین ناوچه ناوگان بالتیک یاروسلاو مادری، ناوچه‌های استریگوشی، استورومورسک، سوبرازیزی، بوسیله، و ناوگان ناوگان بالتیک هستند. سرپوخوف، میتیشچی، چواشستان، مورشانسک، Liven، یامالو-ننتس، R-257 و LSTs الکساندر شابالین، کالینینگراد، مینسک و کورولیوف، و همچنین زیردریایی هسته ای اسمولنسک. از دیگر شرکت کنندگان احتمالی می‌توان به کشتی‌ها، شرکت در رژه نیروی دریایی ژوئیه در سن پترزبورگ، یا فریگیت دریاسالار کاساتونوف، ناوچه سبک‌های گرمیاشچی و سویتسک، زیردریایی کرونشتات و کشتی گیران مین گیر ایوان آنتونوف، آلکساندر اوبخوف و پاول خنوف اشاره کرد. در ۳ آگوست ۲۰۲۰، سومین رزمایش Ocean Shield در دریای بالتیک آغاز شد و شامل ناوشکن ناوگان شمالی، معاون دریاسالار کولاکوف و LST Pyotr Morgunov و ناوهای ناوگان بالتیک استریگوشی، Boikiy و Stoikiy بود.
در سال ۲۰۲۱، هیچ تمرین معمولی Ocean Shield در ماه آگوست یا سپتامبر در دریای بالتیک انجام نشد، با این حال، در ژوئن، یک تمرین پیچیده در مقیاس بزرگ در اقیانوس آرام مرکزی انجام شد. در آن زمان، نیروی دریایی روسیه احتمالاً قوی‌ترین تمرین دوران پس از شوروی را انجام داد. قبل از نشست ۲۰۲۱ پوتین و بایدن، مشابه تمرینات آپورت و آترینا که در سال‌های ۱۹۸۵ و ۱۹۸۷ قبل از نشست ژنو و واشینگتن گورباچف و ریگان برای بهبود موقعیت مذاکرات شوروی برگزار شد، برگزار شد. اما به‌طور رسمی اعلام شد که این رزمایش پاسخی به رزمایش خنجر چابک ۲۰۲۱ ناوگان اقیانوس آرام آمریکا با به‌کارگیری یک سوم زیردریایی‌های عملیاتی ناوگان اقیانوس آرام آمریکا است. در اواسط ژوئن، چهار رزمناو روسی و چهار ناوشکن به‌طور همزمان در دریا بودند، یا همه رزمندگان سطح عملیاتی بزرگ به جز ناوشکن Severomorsk، که احتمالاً اولین بار در دوران پس از جنگ سرد بود. در دریای بارنتز، رزمناوهای مارشال اوستینوف و پیوتر ولیکی، ناوشکن معاون دریاسالار کولاکوف و زیردریایی‌های کالوگا، گپارد و دیمیتری دونسکوی فعال بودند.

### تجهیزات
- ناوهواپیمابر کوزنتسف ۱ فروند
- نبردرزمناو پطر کبیر و ناخیموف ۲ فروند
- رزمناو کلاس اسلاوا ۳ فروند
- ناوشکن سوورمنی ۵، اودالی ۹، کاشین ۱ فروند
- ناومحافظ گورشکوف ۱، کریواک ۲، ناستراشمی ۲، گریگورویچ ۲ فروند
- ناوچه سبک گریشا ۲۰، نانوچکا ۱۳، ترانتل ۲۵، پارشیم ۷، بورا ۲، گیپارد ۲، بویان ۸، استروگاشی ۵ فروند
- زیردریایی بوری ۴، دلتا ۷، تایفون، اسکار ۸، ویکتور ۳، سیرا ۴، یاسن ۲، کیلو ۲۱، لادا ۱، مادرشیپ ۲، لوسهاریک ۱، نلما ۳، کاشالوت ۳، ساروف ۱ فروند
- کشتی آبی خاکی الیگایتور ۴، روپوشا ۱۵ فروند
- لندینگ کرافت اندوترا ۱۳، دایگون ۵، سرنا ۱۲، هاورکرافت زوبر ۲ فروند
- کشتی شنود جاسوسی ندلین ۱، موما ۲، بالزم ۱، ویشینا ۷، کریوس ۱، ایوانف ۱ فروند
- کشتی مین روب و گذار سونیا ۲۳، ناتایا ۱۰، لیدا ۹، گوریا ۲، الکساندریت ۱ فروند
- قایق گشتی گراچونک ۱۲، رپتور ۱۰، بی کی۱۶ ۲، اشمل ۴ فروند

#### تأسیسات دریایی طرطوس
نیروی دریایی روسیه در شهر بندری طرطوس در دریای مدیترانه پایگاهی دریایی را تا سال ۲۰۴۲ میلادی، از کشور سوریه رهن کرده‌است.

#### آخرین دستاوردها
در سال ۲۰۱۳ نخستین زیردریایی روسیه از نوع زیردریایی هسته‌ای و با نام زیردریایی یوری دولگوروکی، توسط نیروی دریایی این کشور راه‌اندازی شد. این زیر دریایی شامل یک محفظه فرار است. هنگامی که بدنه زیردریایی می‌شکند، خدمه می‌توانند خود را نجات داده و از خطر فرار کنند.

## یادداشت
1. ↑  در نیروی دریایی روسیه، «آدمیرال» (Адмирал) هم‌ارزِ دریاسالار (امیر سه‌ستاره) و «آدمیرال فلوتا» (Адмирал флота) هم‌ارزِ دریابُد (امیر چهارستاره) می‌باشد.